# Loudenvielle
Cet article possède un paronyme, voir Loudervielle.
Loudenvielle est une commune française des Hautes-Pyrénées, en région Occitanie.
Le 1er janvier 2016, elle est créée avec le statut de commune nouvelle à la suite de la fusion de Loudenvielle et d'Armenteule qui deviennent des communes déléguées.
C'est une des communes du Pays d'art et d'histoire des vallées d'Aure et du Louron.
Ses habitants sont appelés les Loudenviellois.

## Géographie

### Situation
C'est une commune pyrénéenne, située à 36 kilomètres au sud de Lannemezan et à 15 kilomètres à l'ouest de Bagnères-de-Luchon. Elle se trouve dans le Pays d'Aure, dans la vallée du Louron.

### Communes limitrophes
La commune est limitrophe du département de la Haute-Garonne et de l'Espagne (Aragon).
Les communes limitrophes sont Génos, Adervielle-Pouchergues, Estarvielle, Loudervielle, Germ, Oô, Benasque et Gistaín.
| Adervielle-Pouchergues | Estarvielle        | Loudervielle       |
| Génos                  | Loudenvielle,      | Germ               |
| Gistaín (Espagne)      | Benasque (Espagne) | Oô (Haute-Garonne) |

### Paysages et relief

Sélection de vues du village.
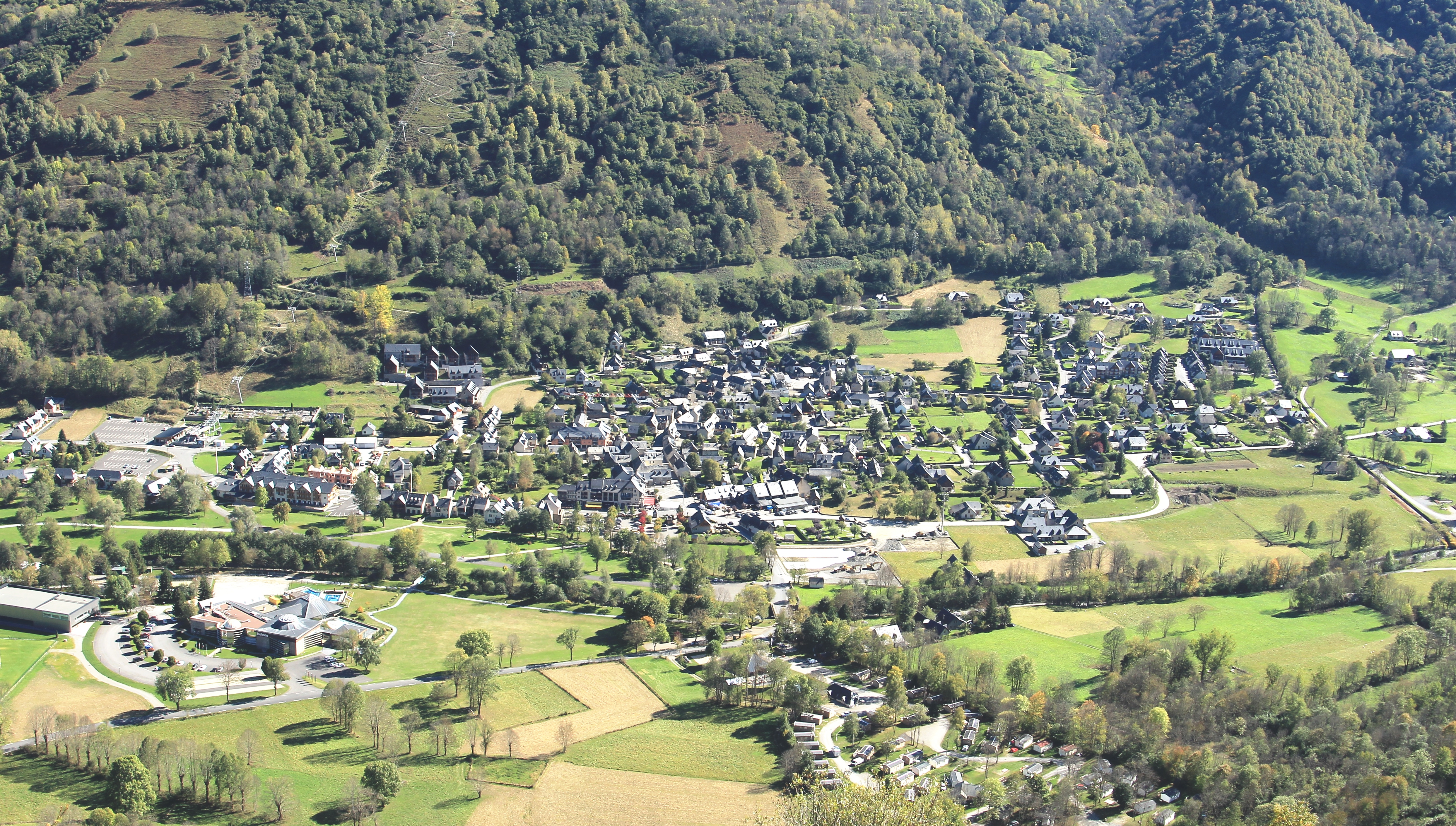
Vue générale.
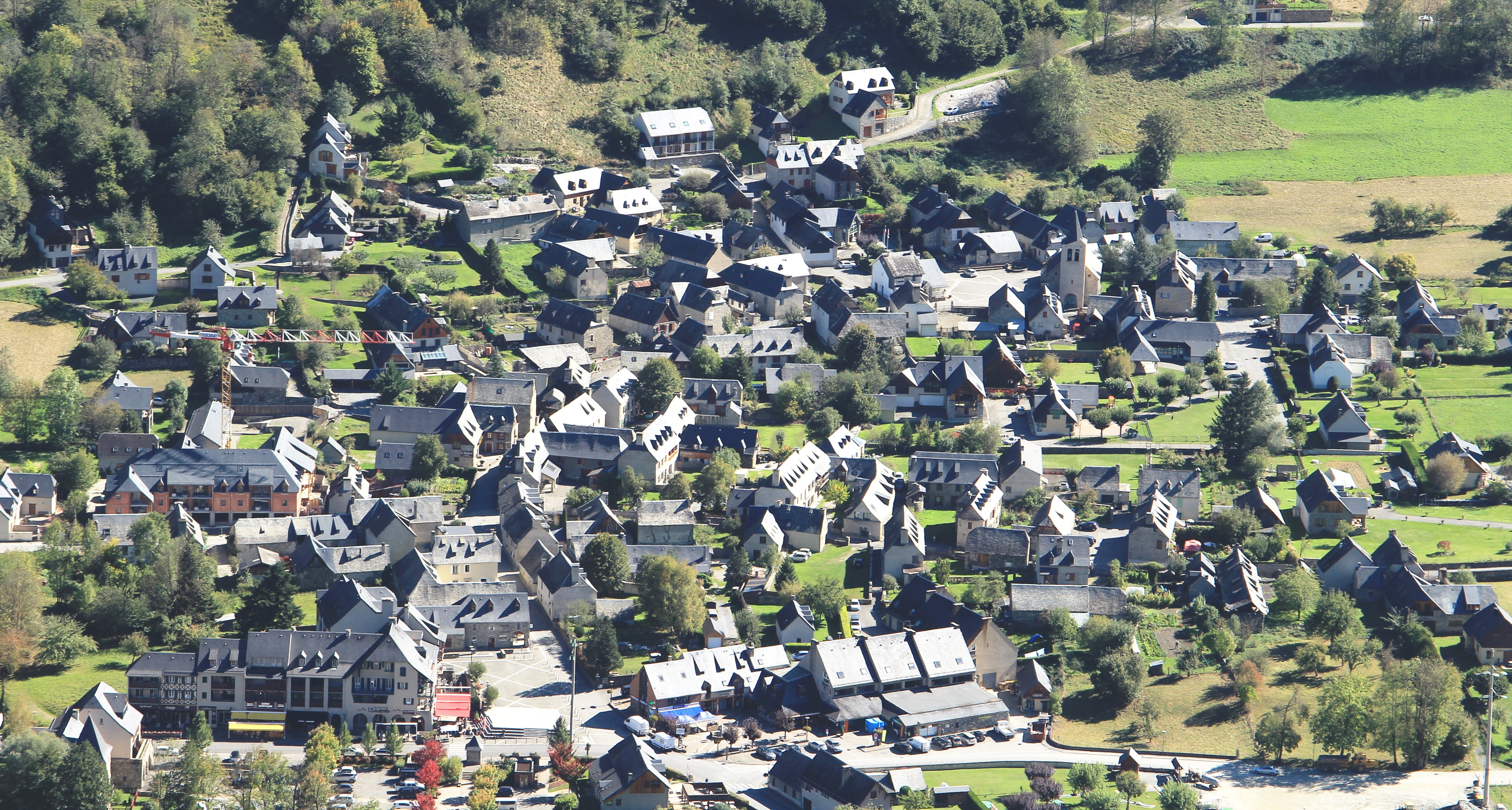
Vue du bourg.

#### Relief
L'altitude minimale de la commune est d'environ 950 m (lac de Génos-Loudenvielle). Vers le sud elle s'étend jusqu'à la ligne des crêtes qui forme la frontière franco-espagnole et inclut nombre de sommets élevés : 
- à l'intérieur de la commune : pic de Hourgade (2 954 m), pic de Belle Sayette, pic des Pichardières (2 550 m), pic des Estiouères (2 600 m), etc. ;
- à la limite de la commune à l'ouest : pic du Midi de Génos (2 445 m), pic des Bacherets (2 880 m), etc. ;
- à la limite de la commune à l'est : pic Gourdon, pic des Spijeoles, des Isclots, des Hermitans, etc. ;
- à la frontière, d'ouest en est : pic de l'Abeillé, Petit Batchimale, Grand Batchimale (ou pic Schrader ou pic Pétard, 3 174 m), pic d'Aygues Tortes (2 873 m), pics de Clarabide (ou de Pouchergues, 3 020 m), pic des Gourgs Blancs, etc.

Cette ligne de crêtes comporte quelques passages (« ports ») permettant de se rendre en Espagne (sentiers muletiers), utilisés autrefois pour le commerce avec ce pays (laine) et pendant la Seconde Guerre mondiale par des résistants ou réfugiés (monument au Pont du Prat).
La vallée de la Neste du Louron est encadrée par des sommets moins élevés, atteignant tout de même 1 700 m à l'est comme à l'ouest.

### Hydrographie

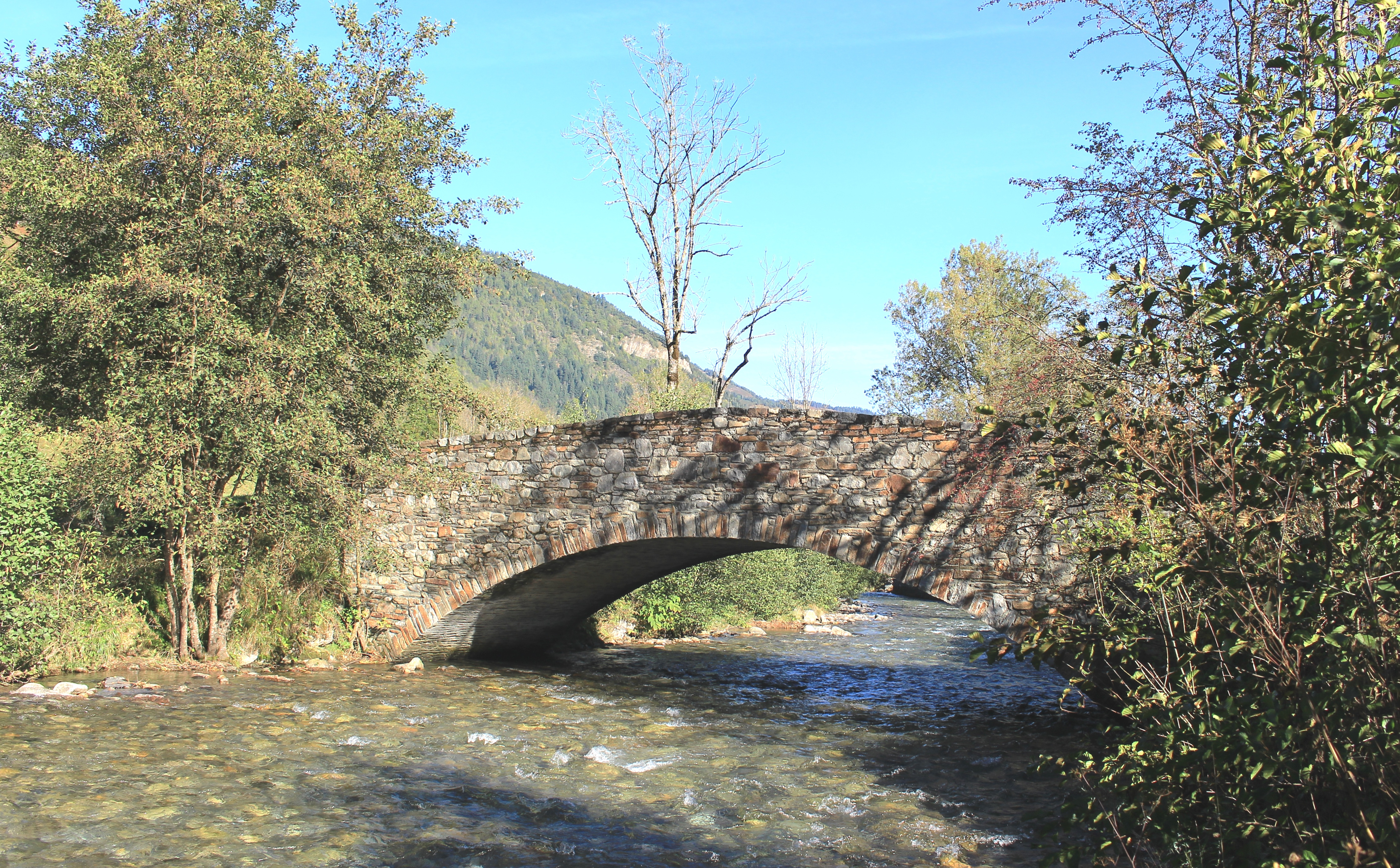
Le pont au-dessus de la Neste du Louron.

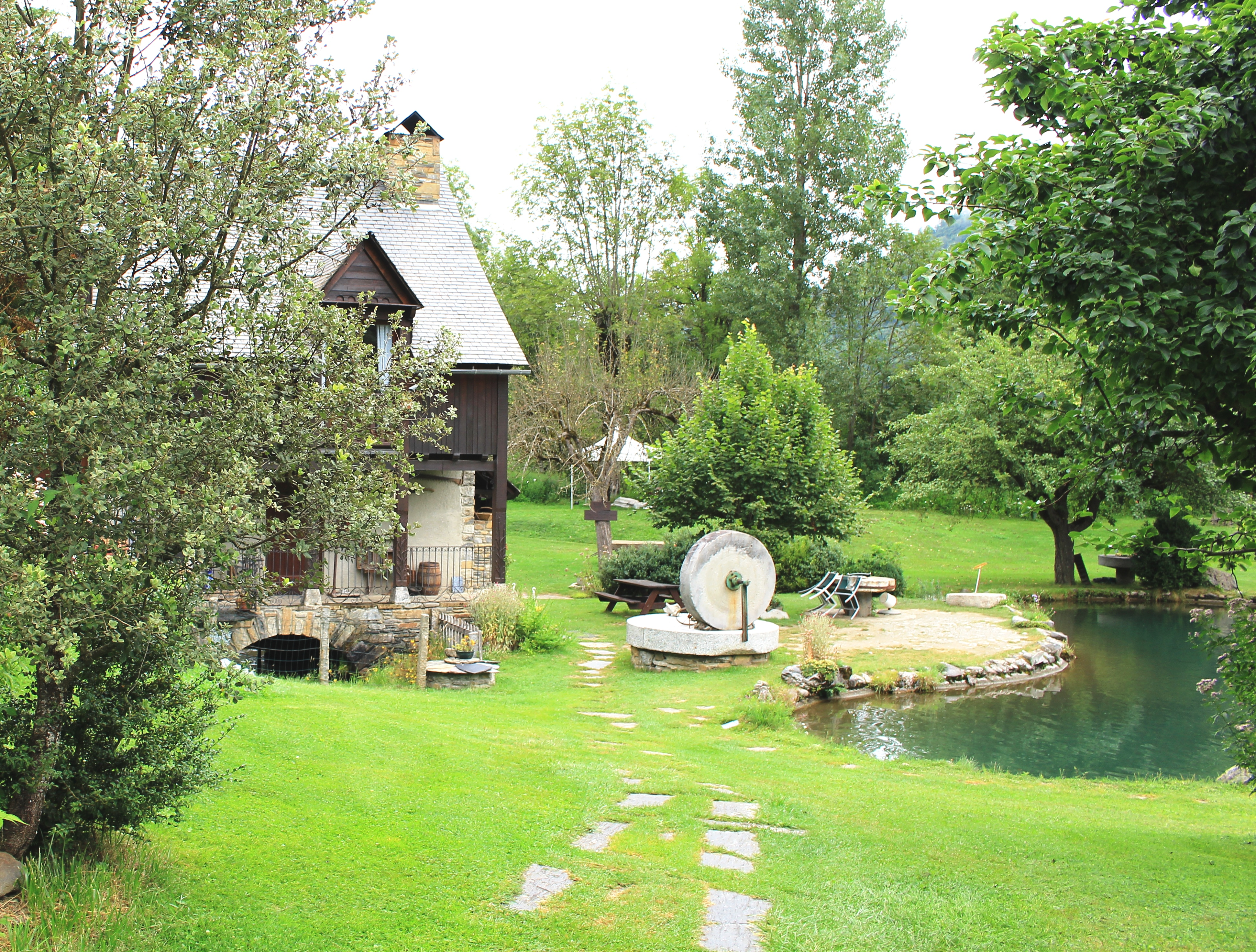
Le moulin en 2021.

La commune est arrosée par la Neste du Louron (affluent droit de la Neste), formée par la réunion (au lieudit Pont du Prat, 1 230 m d'altitude) de la Pez et de la Neste de Clarabide. Celle-ci a pour principal affluent (au lieudit la Soula, 1 630 m) le ruisseau de Caillauas. La Clarabide traverse des gorges notables (accessibles seulement à pied) sur environ deux kilomètres en aval de la Soula et en amont de Pont du Prat.
On trouve un certain nombre de lacs : notamment ceux des Isclots (2 330 m) et de Caillauas (lac de retenue, 2 150 m) sur le Caillauas et de Pouchergues (lac de retenue, 2 100 m) sur la Clarabide. Le lac de Génos-Loudenvielle (lac de retenue) est partagé entre les deux communes, Loudenvielle détenant 1/5 de sa superficie sur la rive droite.
En amont du lac de Génos-Loudenvielle, la Neste du Louron (7 km du Pont du Prat au lac) sert de limite entre les deux communes, sauf dans un secteur au niveau du bourg de Loudenvielle où la commune déborde sur la rive gauche. En amont du Pont du Prat, la limite suit la Neste de Clarabide sur un kilomètre, puis s'en écarte pour rejoindre le pic du Midi de Génos.
L'hydrographie du secteur a permis un équipement hydroélectrique conséquent : la SHEM (Société hydroélectrique du Midi, groupe GDF Suez) contrôle les retenues de Caillauas et Pouchergues et les usines de la Soula, Tramezaygues (Pont de Prat, commune de Génos) et Pont de Prat ; l'ensemble, créé en 1929-1932, est particulièrement connu à cause du téléphérique qui relie le site de Tramezaygues à celui de la Soula (téléphérique Bleichert). EDF détient l'usine de Loudenvielle, située à 1 km en amont du bourg.

### Climat
Le climat qui caractérise la commune est qualifié, en 2010, de « climat de montagne », selon la typologie des climats de la France qui compte alors huit grands types de climats en métropole. En 2020, la commune ressort du même type de climat dans la classification établie par Météo-France, qui ne compte désormais, en première approche, que cinq grands types de climats en métropole. Pour ce type de climat, la température décroît rapidement en fonction de l'altitude. On observe une nébulosité minimale en hiver et maximale en été. Les vents et les précipitations varient notablement selon le lieu.
Les paramètres climatiques qui ont permis d’établir la typologie de 2010 comportent six variables pour les températures et huit pour les précipitations, dont les valeurs correspondent à la normale 1971-2000. Les sept principales variables caractérisant la commune sont présentées dans l'encadré ci-après.
| Paramètres climatiques communaux sur la période 1971-2000 - Moyenne annuelle de température : 9,2 °C - Nombre de jours avec une température inférieure à −5 °C : 7 j - Nombre de jours avec une température supérieure à 30 °C : 1,6 j - Amplitude thermique annuelle : 14,4 °C - Cumuls annuels de précipitation : 1 047 mm - Nombre de jours de précipitation en janvier : 9,9 j - Nombre de jours de précipitation en juillet : 8,4 j |

Avec le changement climatique, ces variables ont évolué. Une étude réalisée en 2014 par la Direction générale de l'Énergie et du Climat complétée par des études régionales prévoit en effet que la  température moyenne devrait croître et la pluviométrie moyenne baisser, avec toutefois de fortes variations régionales. Ces changements peuvent être constatés sur la station météorologique de Météo-France la plus proche, « Génos », sur la commune de Génos, mise en service en 1969 et qui se trouve à 2 km à vol d'oiseau,, où la température moyenne annuelle est de 7,8 °C et la hauteur de précipitations de 1 483,6 mm pour la période 1981-2010.
Sur la station météorologique historique la plus proche, « Tarbes-Lourdes-Pyrénées », sur la commune d'Ossun,  mise en service en 1946 et à 56 km, la température moyenne annuelle évolue de 12,2 °C pour la période 1971-2000, à 12,6 °C pour 1981-2010, puis à 12,9 °C pour 1991-2020.

## Urbanisme

### Typologie
Au 1er janvier 2024, Loudenvielle est catégorisée commune rurale à habitat dispersé, selon la nouvelle grille communale de densité à sept niveaux définie par l'Insee en 2022.
Elle est située hors unité urbaine et hors attraction des villes,.

### Voies de communication et transports
Le réseau routier est limité à trois axes :
- une route part vers Génos et Arreau par la rive gauche de la Neste (D 25);
- une route part sur la rive droite vers Aranvielle, Armenteule, Estarvielle, rejoignant la précédente à Avajan (D 25);
- à Génos, une route monte vers le col d'Azet et la vallée d'Aure (D 225) ;
- une route remonte la vallée sur la rive droite jusqu'au Pont du Prat (D 725).

### Risques majeurs
Le territoire de la commune de Loudenvielle est vulnérable à différents aléas naturels : météorologiques (tempête, orage, neige, grand froid, canicule ou sécheresse), inondations, feux de forêts, mouvements de terrains, avalanche  et séisme (sismicité moyenne). Il est également exposé à un risque particulier : le risque de radon. Un site publié par le BRGM permet d'évaluer simplement et rapidement les risques d'un bien localisé soit par son adresse soit par le numéro de sa parcelle.

#### Risques naturels
Certaines parties du territoire communal sont susceptibles d’être affectées par le risque d’inondation par débordement de cours d'eau, notamment la Neste du Louron. La cartographie des zones inondables en ex-Midi-Pyrénées réalisée dans le cadre du XIe Contrat de plan État-région, visant à informer les citoyens et les décideurs sur le risque d’inondation, est accessible sur le site de la DREAL Occitanie. La commune a été reconnue en état de catastrophe naturelle au titre des dommages causés par les inondations et coulées de boue survenues en 1982, 1999, 2001, 2009, 2012 et 2013,.
Loudenvielle est exposée au risque de feu de forêt. Un plan départemental de protection des forêts contre les incendies a été approuvé par arrêté préfectoral le 21 avril 2020 pour la période 2020-2029. Le précédent couvrait la période 2007-2017. L’emploi du feu est régi par deux types de réglementations. D’abord le code forestier et l’arrêté préfectoral du 27 octobre 2014, qui réglementent l’emploi du feu à moins de 200 m des espaces naturels combustibles sur l’ensemble du département. Ensuite celle établie dans le cadre de la lutte contre la pollution de l’air, qui interdit le brûlage des déchets verts des particuliers. L’écobuage est quant à lui réglementé dans le cadre de commissions locales d’écobuage (CLE)

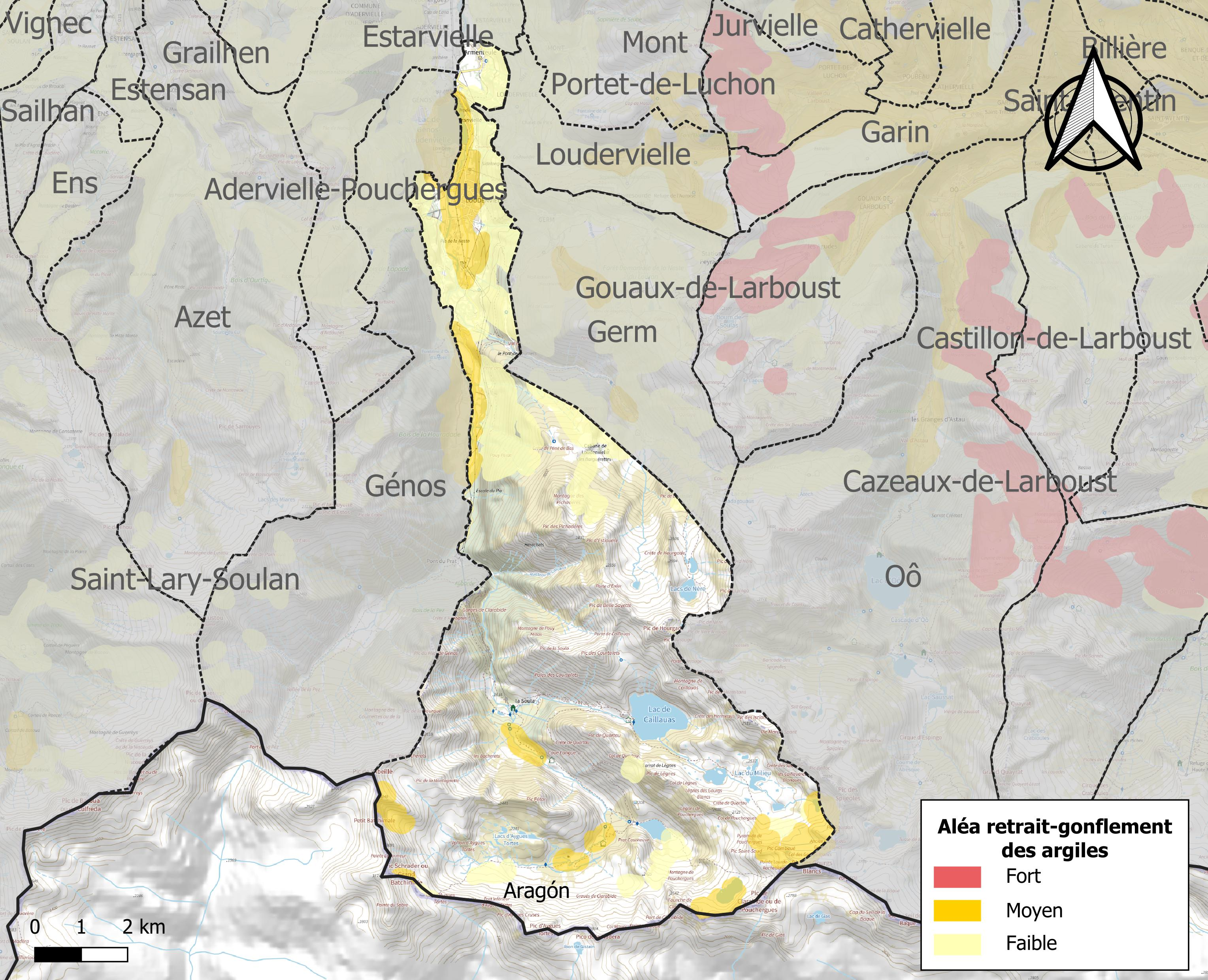
Carte des zones d'aléa retrait-gonflement des sols argileux de Loudenvielle.

Les mouvements de terrains susceptibles de se produire sur la commune sont des mouvements de sols liés à la présence d'argile et des tassements différentiels.
Le retrait-gonflement des sols argileux est susceptible d'engendrer des dommages importants aux bâtiments en cas d’alternance de périodes de sécheresse et de pluie. 9,6 % de la superficie communale est en aléa moyen ou fort (44,5 % au niveau départemental et 48,5 % au niveau national). Sur les 331 bâtiments dénombrés sur la commune en 2019, 245 sont en aléa moyen ou fort, soit 74 %, à comparer aux 75 % au niveau départemental et 54 % au niveau national. Une cartographie de l'exposition du territoire national au retrait gonflement des sols argileux est disponible sur le site du BRGM,.
Par ailleurs, afin de mieux appréhender le risque d’affaissement de terrain, l'inventaire national des cavités souterraines permet de localiser celles situées sur la commune.
Concernant les mouvements de terrains, la commune a été reconnue en état de catastrophe naturelle au titre des dommages causés par des mouvements de terrain en 1999 et 2013.
La commune est exposée aux risques d'avalanche. Les habitants exposés à ce risque doivent se renseigner, en mairie, de l’existence d’un plan de prévention des risques avalanches (PPRA). Le cas échéant, identifier les mesures applicables à l'habitation, identifier, au sein de l'habitation, la pièce avec la façade la moins exposée à l’aléa pouvant faire office, au besoin, de zone de confinement et équiper cette pièce avec un kit de situation d’urgence,.

#### Risque particulier
Dans plusieurs parties du territoire national, le radon, accumulé dans certains logements ou autres locaux, peut constituer une source significative d’exposition de la population aux rayonnements ionisants. Certaines communes du département sont concernées par le risque radon à un niveau plus ou moins élevé. Selon la classification de 2018, la commune de Loudenvielle est classée en zone 3, à savoir zone à potentiel radon significatif.

## Toponymie

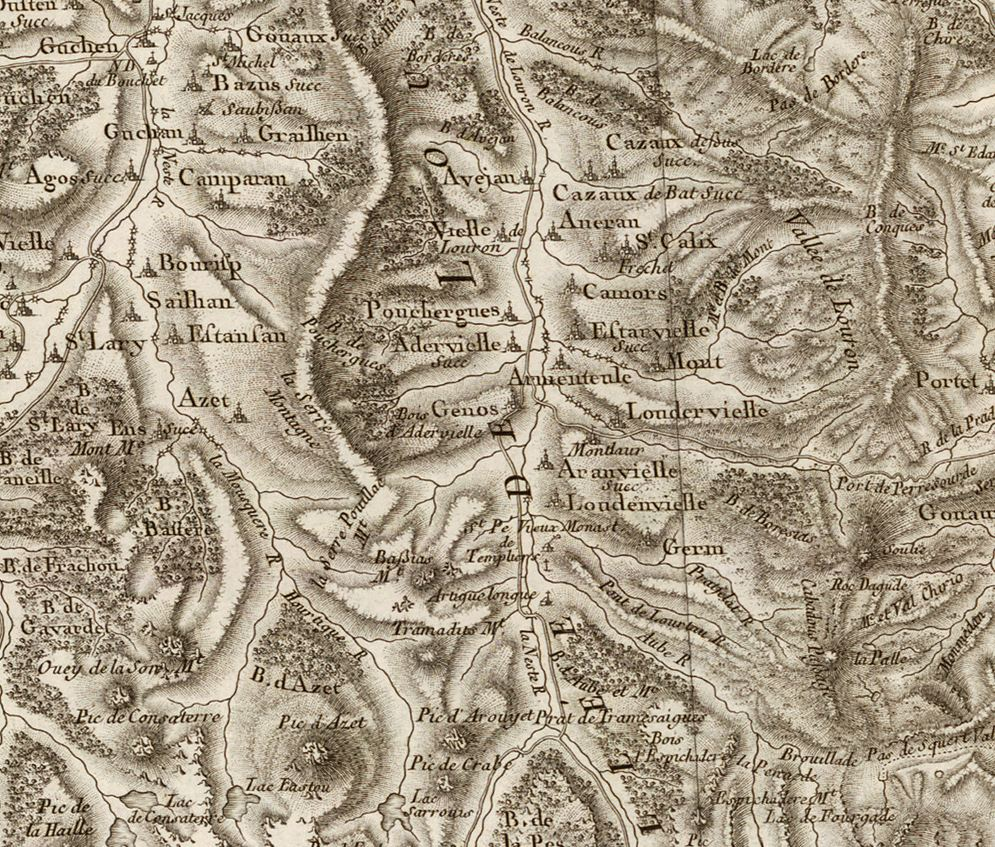
Extrait de la carte de Cassini (entre 1756 et 1789) situant Loudenvielle à l'est de Génos

On trouvera les principales informations dans le Dictionnaire toponymique des communes des Hautes Pyrénées qui indique notamment les attestations successives du nom du village :
- De Lodunvilla (latin, 1387, dans le pouillé du Comminges) ;
- Loudemviele (1694, dans les registres paroissiaux).

Son nom en occitan est Lodenvièla.
L'appellatif -vielle, très fréquent dans le sud-ouest et en Languedoc, est issu du latin villa « exploitation agricole ». Il est précédé du nom de personne germanique Laudo(ne) / Lodo(ne).

Sélection de vues des communes déléguées.
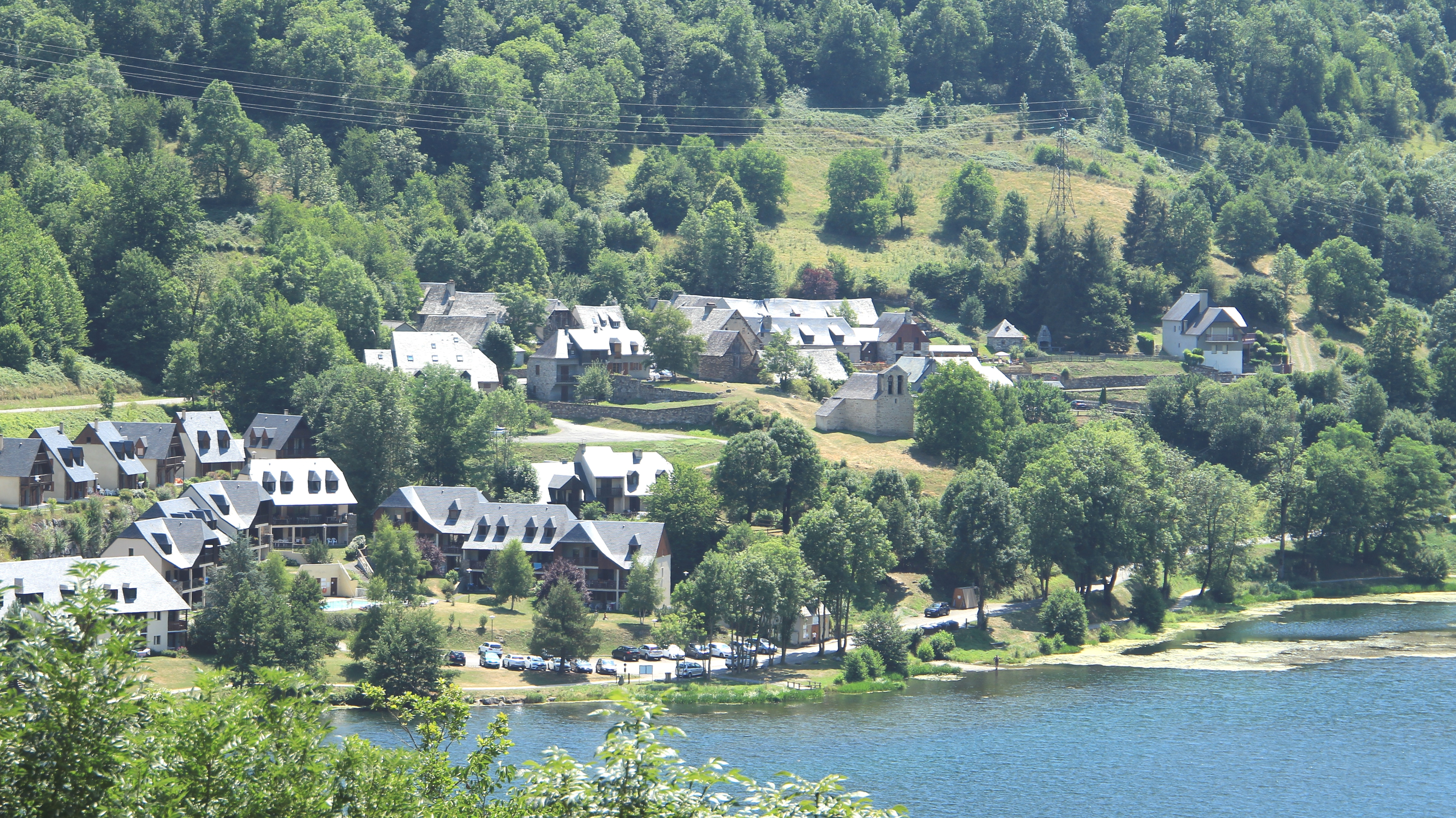
Vue d'Aranvielle.
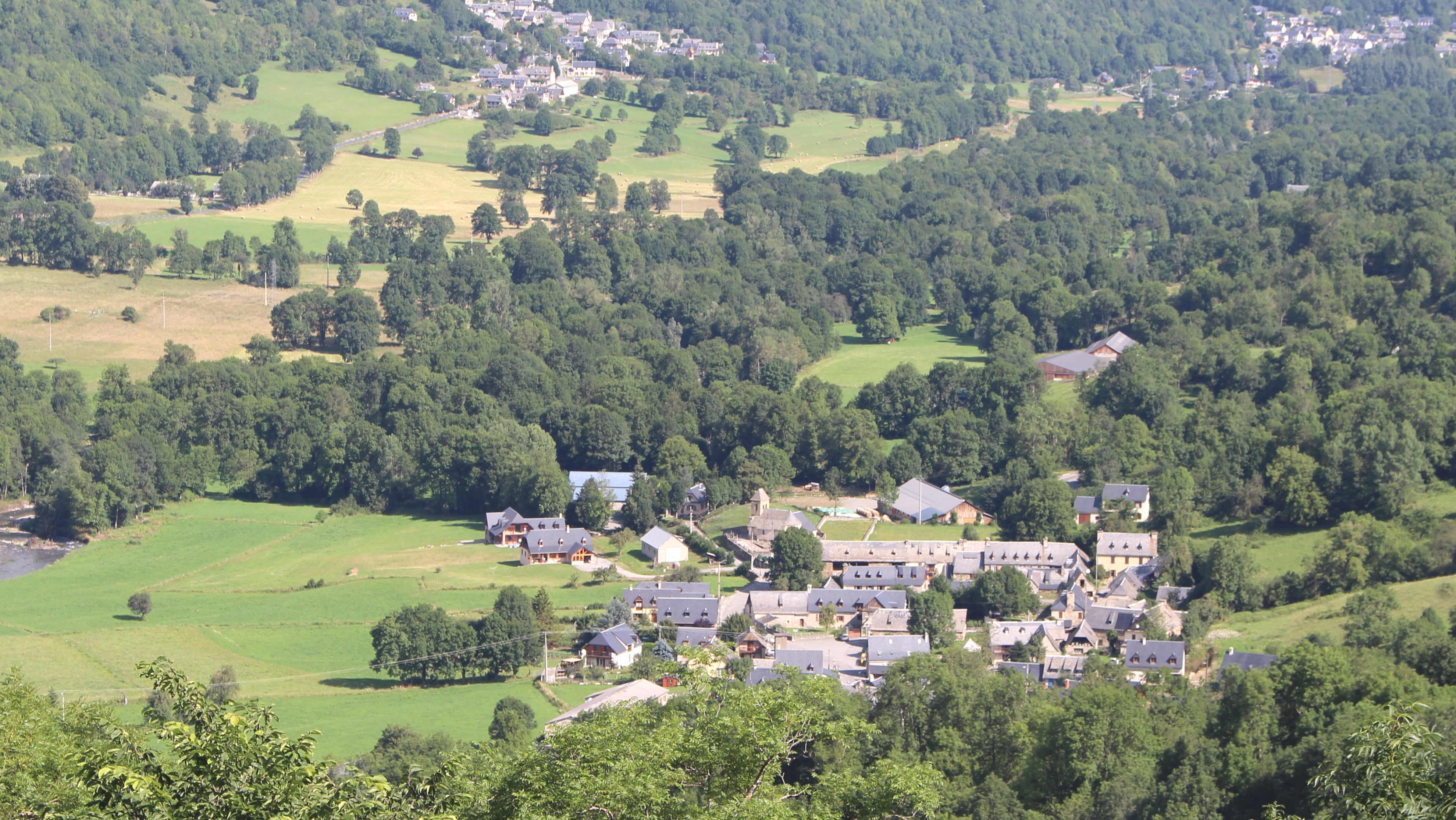
Vue d'Armenteule.

## Histoire
Il convient de se reporter aux articles consacrés aux anciennes communes fusionnées.

## Politique et administration

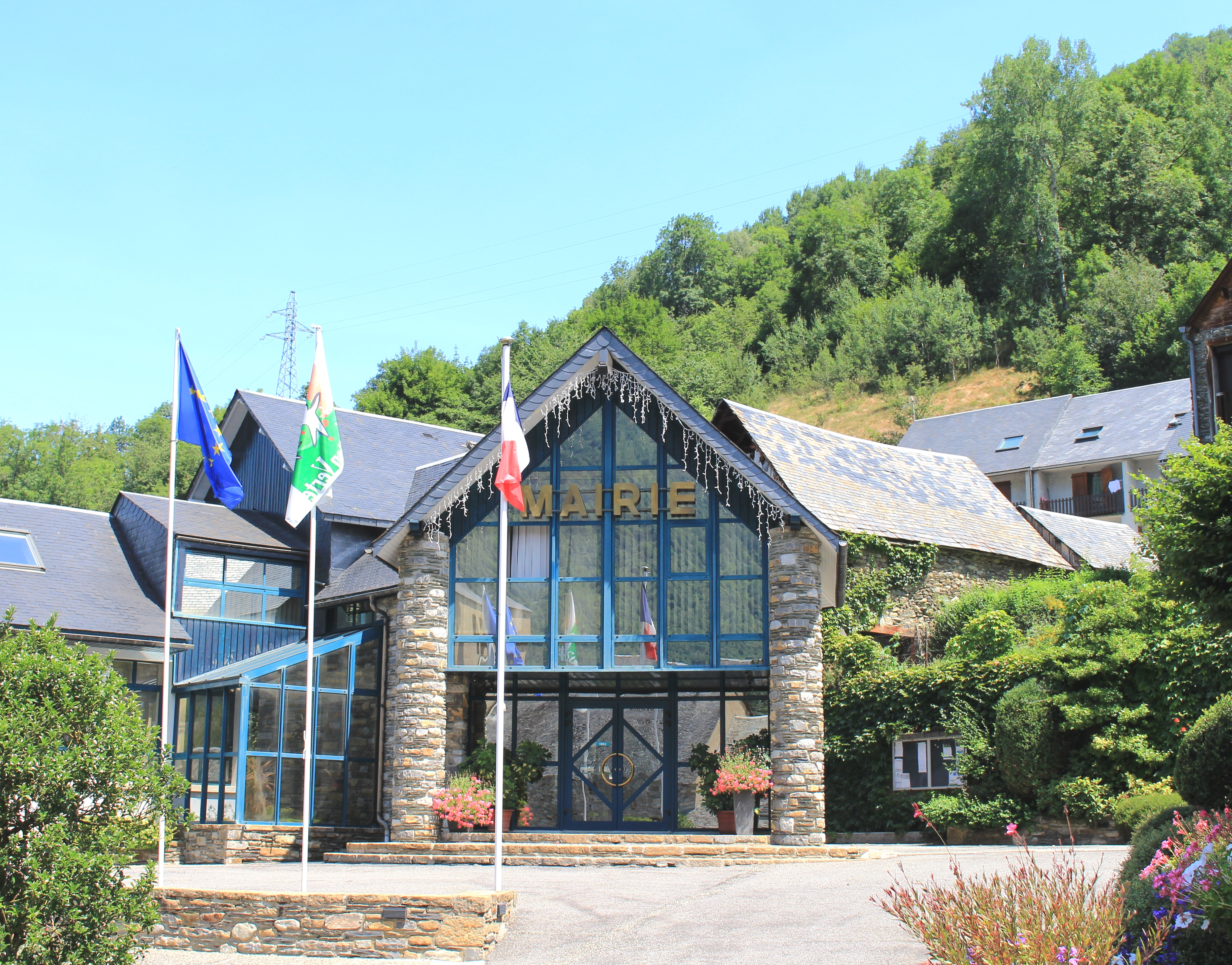
La mairie en 2019.

### Liste des maires
| Période                                  | Période  | Identité      | Étiquette | Qualité                                                     |
| ---------------------------------------- | -------- | ------------- | --------- | ----------------------------------------------------------- |
| 1977                                     | 2011     | Michel Pélieu | MRG-PRG   | Conseiller général du canton de Bordères-Louron (1985-2015) |
| Les données manquantes sont à compléter. |          |               |           |                                                             |
| janvier 2016                             | En cours | Noël Lacaze   |           |                                                             |

### Rattachements administratifs et électoraux

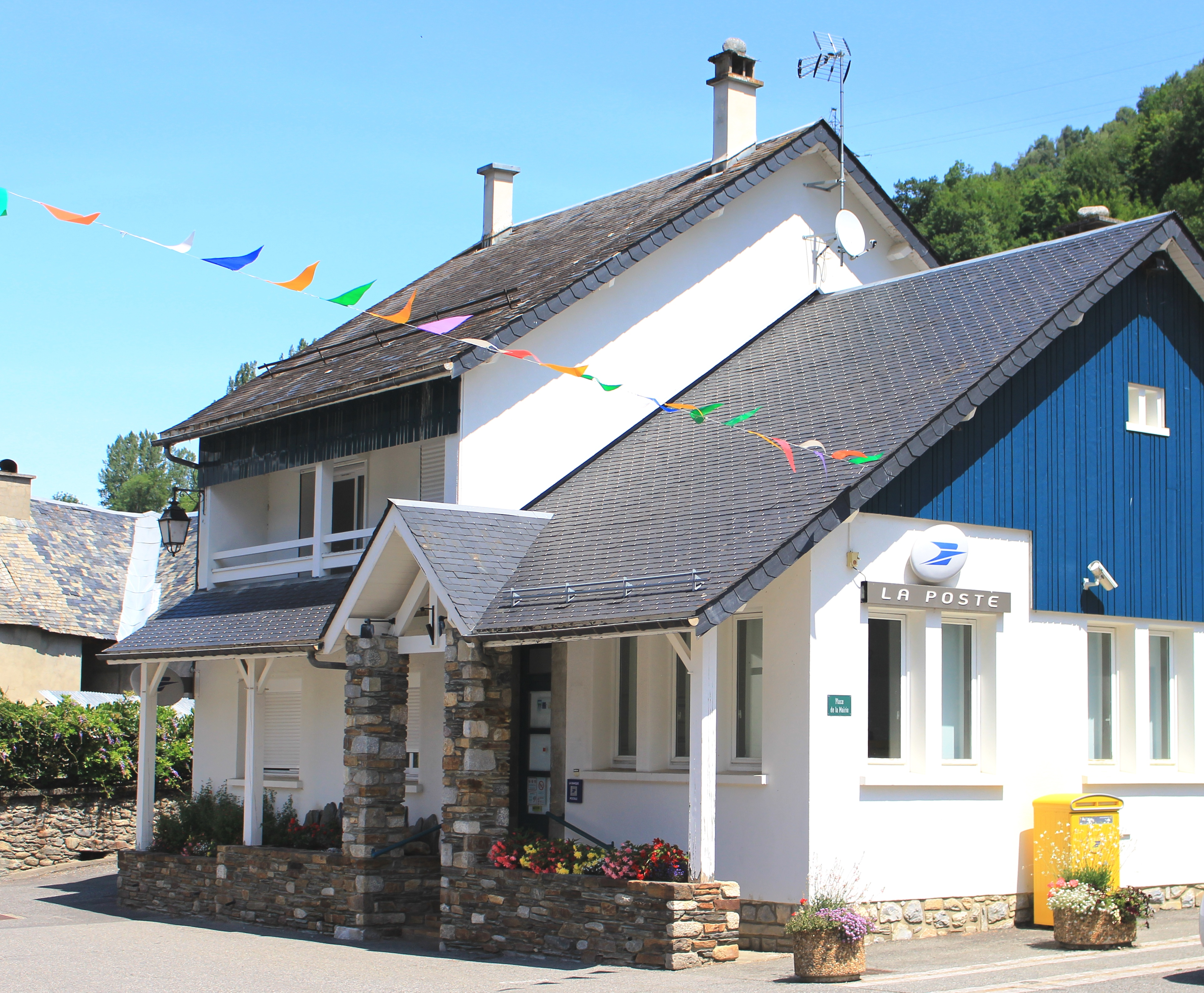
La Poste en 2019.

#### Intercommunalité
| Nom                                     | Code Insee | Intercommunalité          | Superficie (km2) | Population (dernière pop. légale) | Densité (hab./km2) |
| --------------------------------------- | ---------- | ------------------------- | ---------------- | --------------------------------- | ------------------ |
| Loudenvielle (commune déléguée) (siège) | 65P02      | CC Aure Louron            | 42,65            | 229 (2013)                        | 5,4                |
| Armenteule                              | 65027      | CC de la Vallée du Louron | 0,71             | 55 (2013)                         | 77                 |

Loudenvielle fait partie de l'arrondissement de Bagnères-de-Bigorre et du canton de Neste, Aure et Louron.

### Services publics
La commune de Loudenvielle  dispose d'une agence postale.

## Population et société

### Démographie

#### Évolution démographique

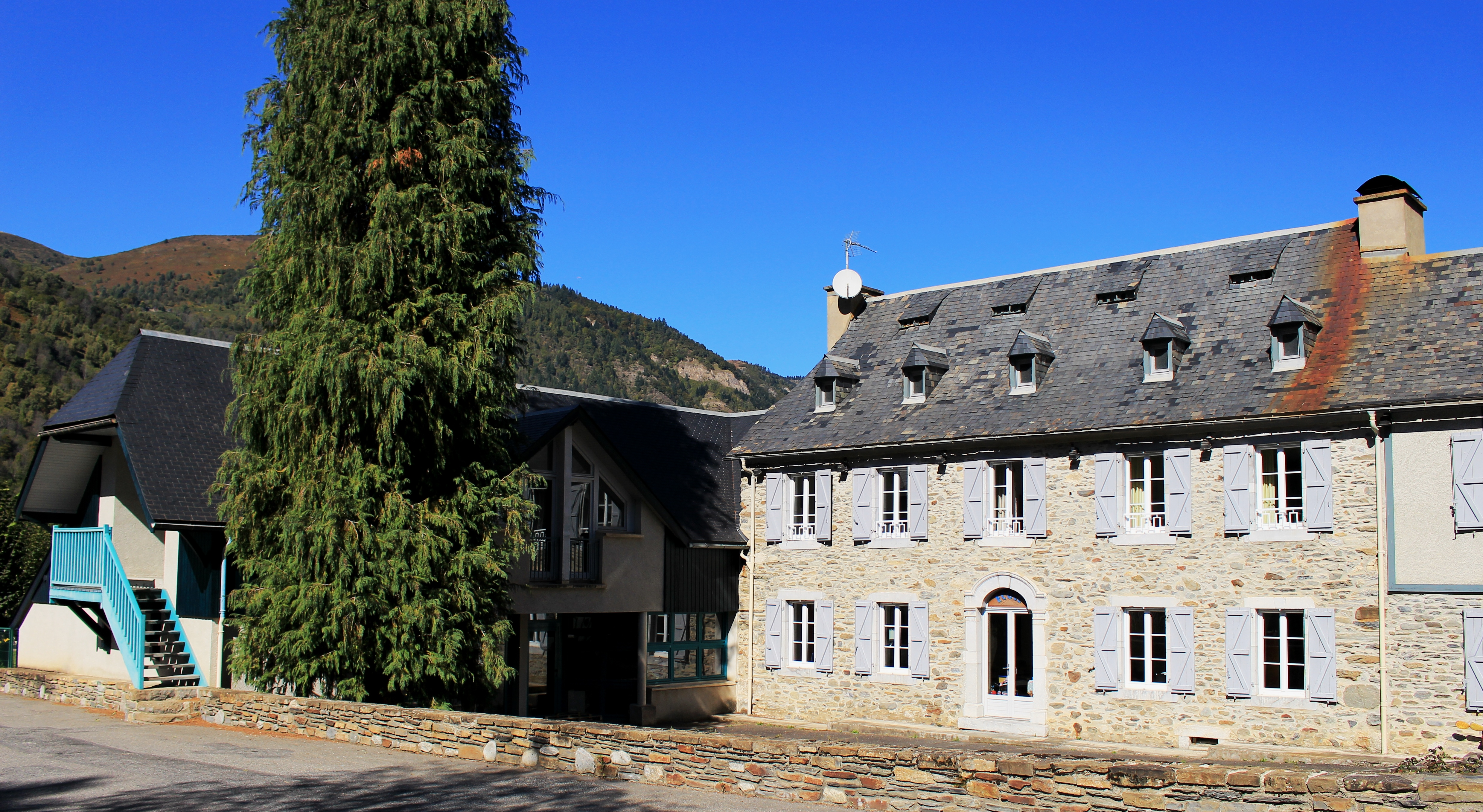
L’école primaire en 2021.

L'évolution du nombre d'habitants est connue à travers les recensements de la population effectués dans la commune depuis sa création.

En 2022, la commune comptait 348 habitants, en évolution de +18,77 % par rapport à 2016 (Hautes-Pyrénées : +1,59 %, France hors Mayotte : +2,11 %).
| 2014 | 2015 | 2016 | 2017 | 2022 |
| ---- | ---- | ---- | ---- | ---- |
| 278  | 286  | 293  | 301  | 348  |

### Enseignement
La commune dépend de l'académie de Toulouse. Elle dispose d’une école en 2019.
- École primaire.

### Manifestations culturelles et festivités

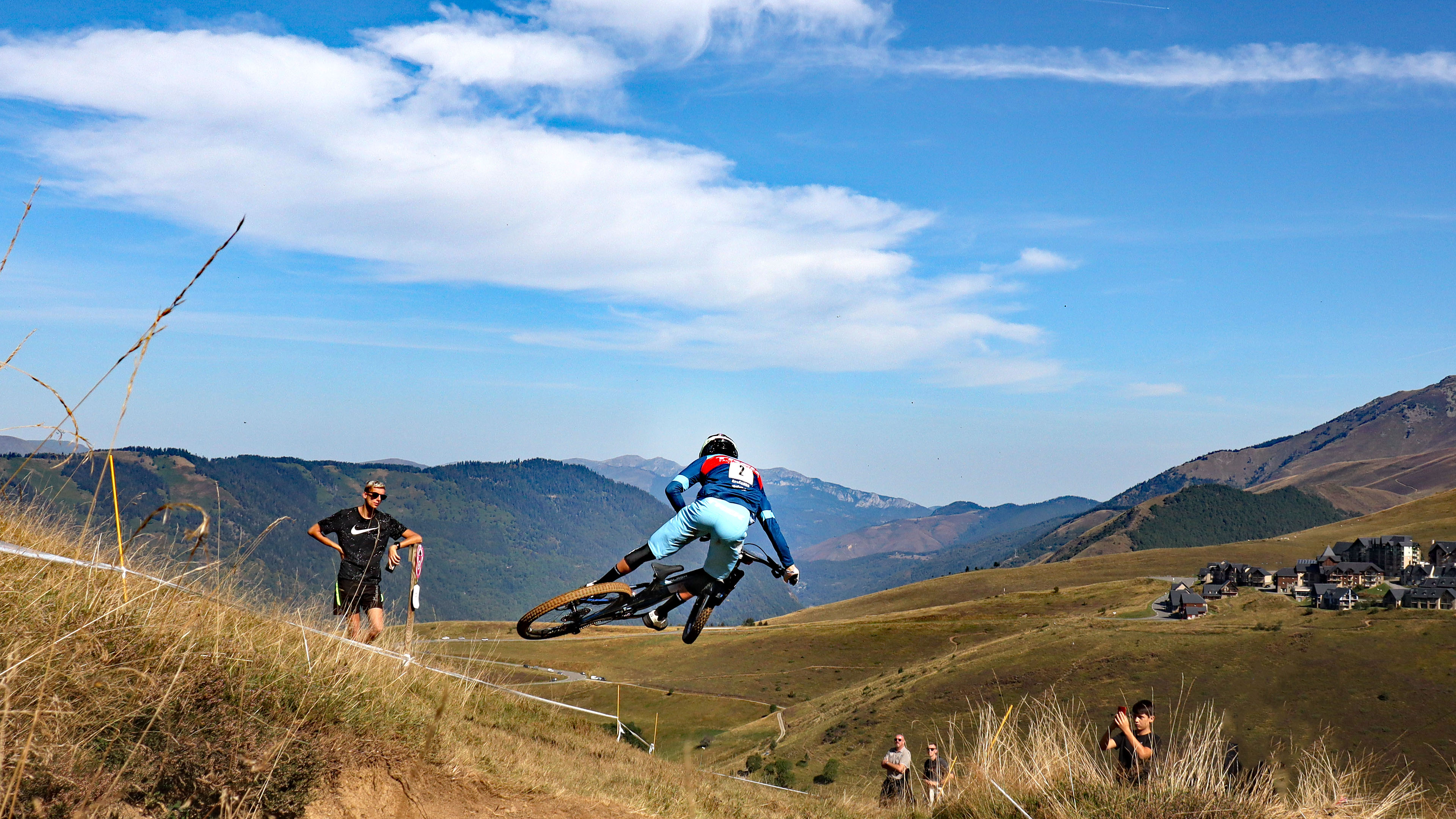
Enduro 2021 sur les pentes de la station de Peyragudes

### Sports
Le 23 juillet 2007, la commune accueille l'arrivée de la 15e étape du Tour de France 2007.
Le 5 septembre 2020, la commune accueille l'arrivée de la 8e étape du Tour de France 2020.
Du 1er au 5 septembre 2021, Loudenvielle a accueilli la manche française de la Coupe du Monde de VTT Enduro à l'occasion du Pyrénées Bike Festival.

## Économie

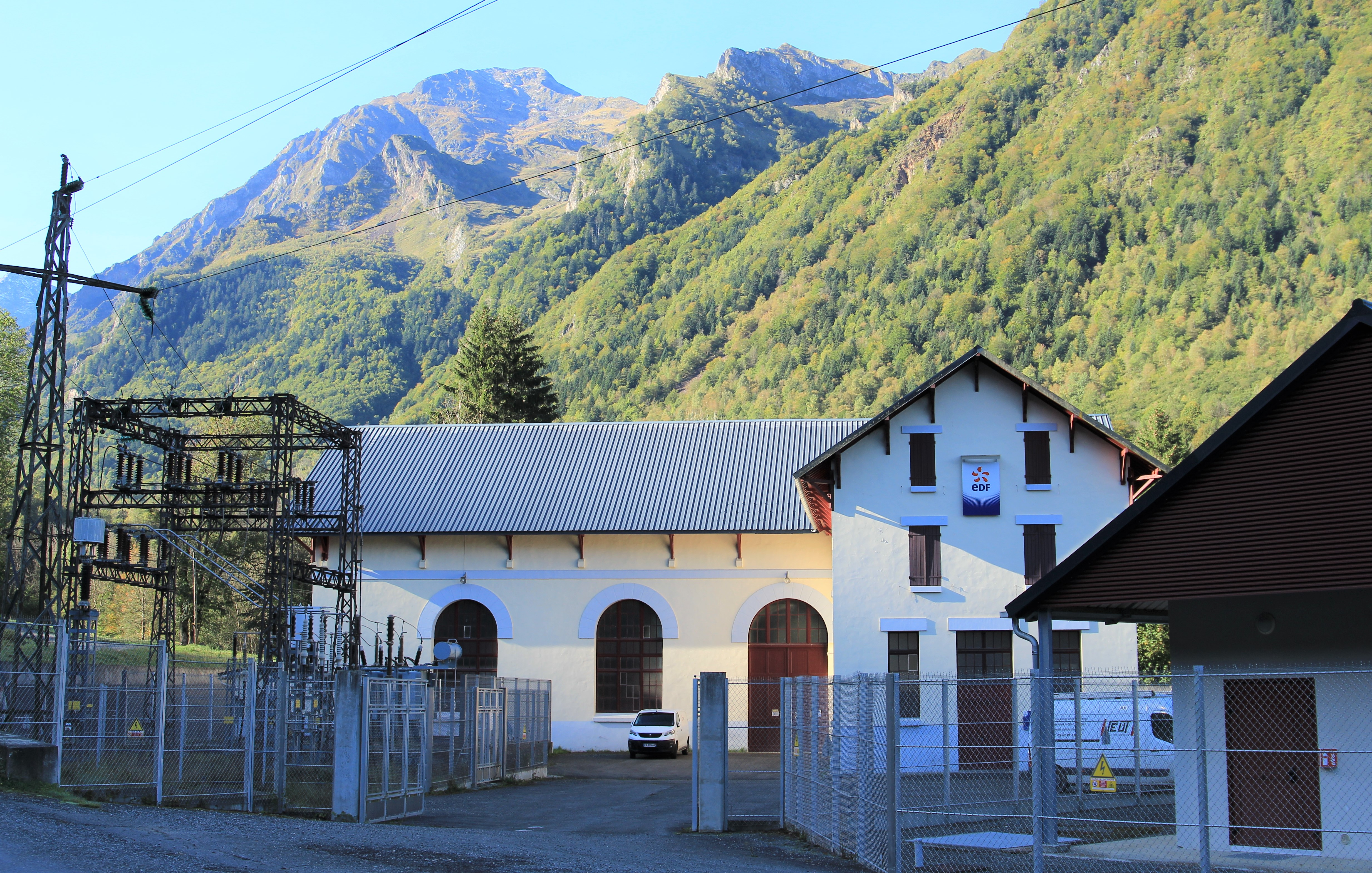
La centrale hydroélectrique de Saussas.

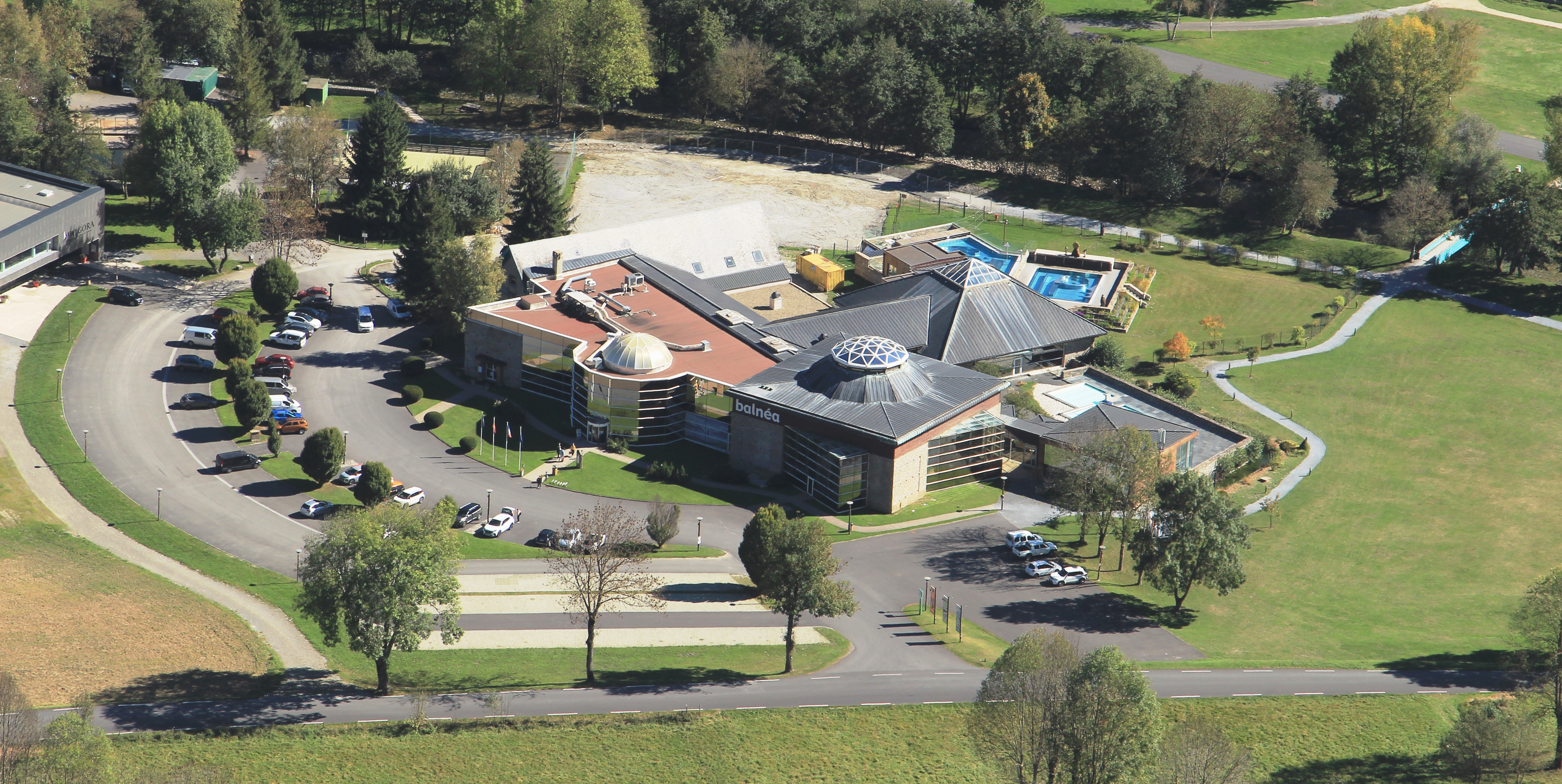
Les thermes en 2021.

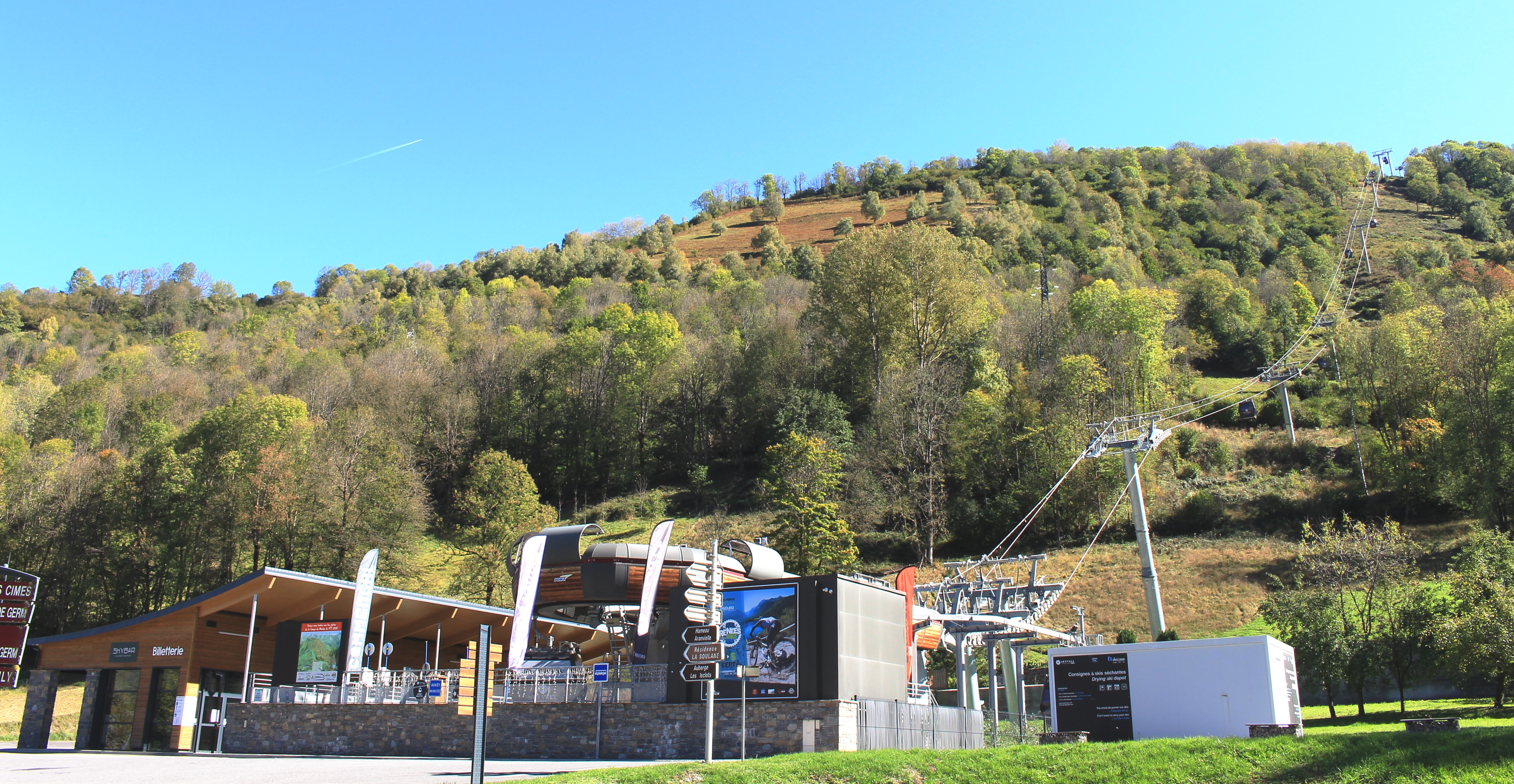
La station de télécabines Skyvall en 2021.

La commune abrite de nombreuses résidences de villégiature (résidences secondaires, gîtes), un office du tourisme.
Elle est proche des stations de sports d'hiver de Val-Louron (à l'ouest) et de Peyragudes (à l'est). Mais le tourisme d'été est aussi important avec des sentiers de randonnée et une école de parapente.
À l'entrée du village se situe Balnéa, un complexe thermoludique. Il s'agit du premier complexe de détente en eau thermale des Pyrénées française. Il se trouve au pied des stations de ski de Peyragudes et de Val Louron. De plus Balnéa a obtenu la mention excellente par Biom Work, pour la performance économique de l'entreprise à répondre aux enjeux de développement durable sur le territoire.

## Culture locale et patrimoine

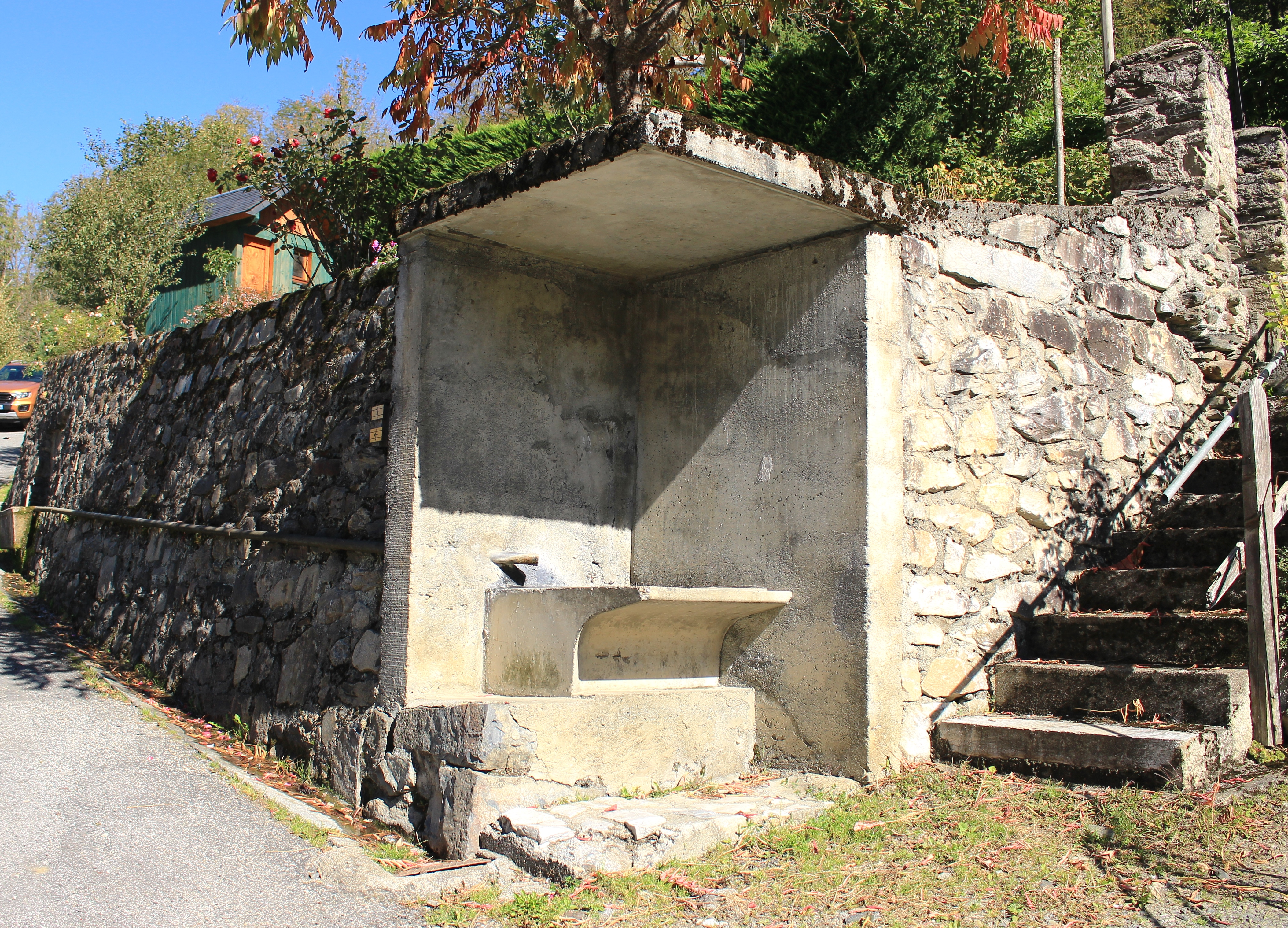
Le lavoir.

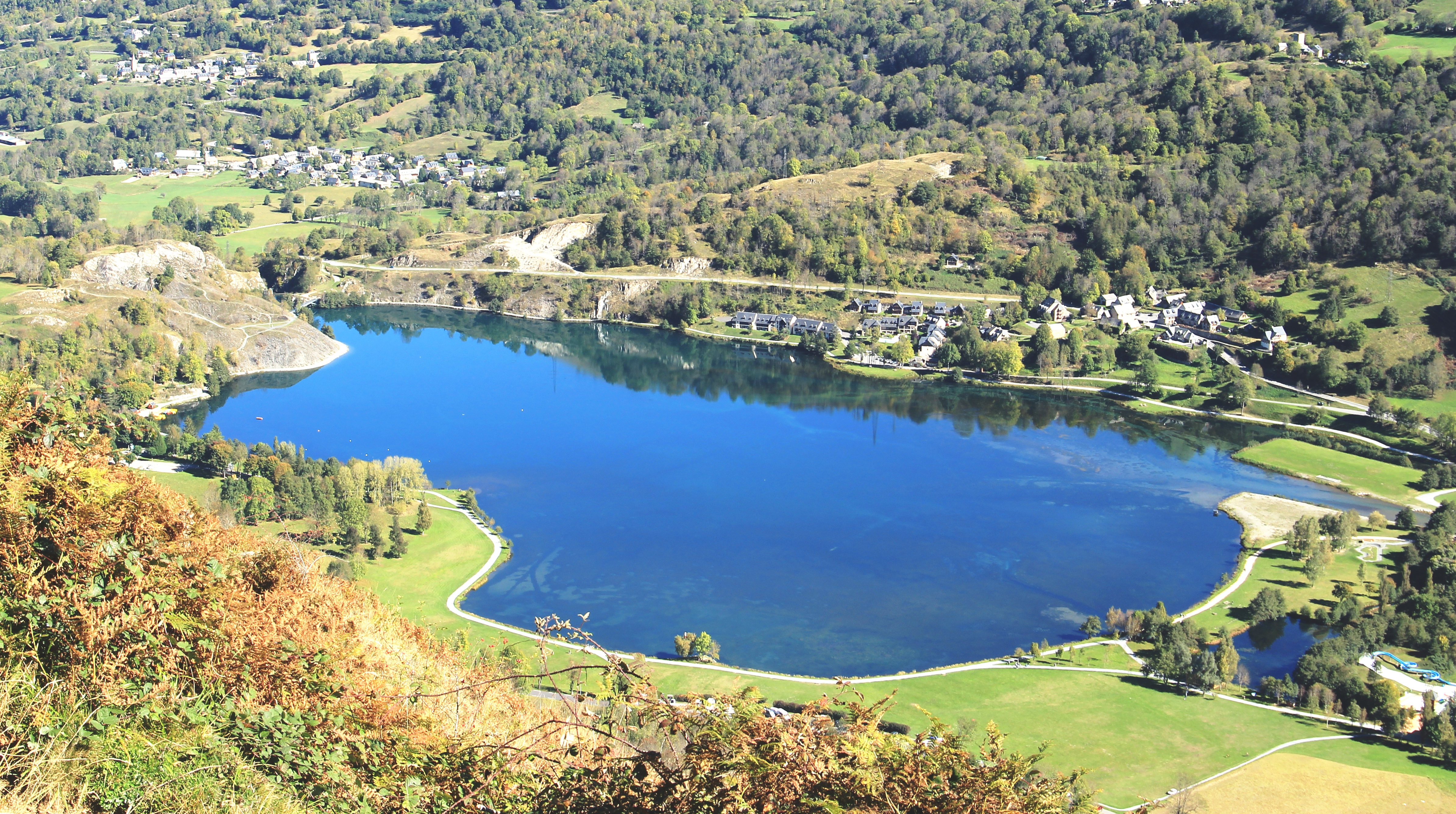
Le lac de Génos-Loudenvielle.

### Lieux et monuments
Il convient de se reporter aux articles consacrés aux anciennes communes fusionnées.
- Église Saint-Just-et-Saint-Pasteur de Loudenvielle.
- Église Saint-Martin d'Aranvielle.
- Église Saint-Félix d'Armenteule.
- Chapelle Notre-Dame d’Artiguelongue de Loudenvielle.
- Chapelle des Loups de Loudenvielle.
- Lac de Génos-Loudenvielle.
- Moulin de Saoussas.
- Lavoir.

Sélection de vues des églises.
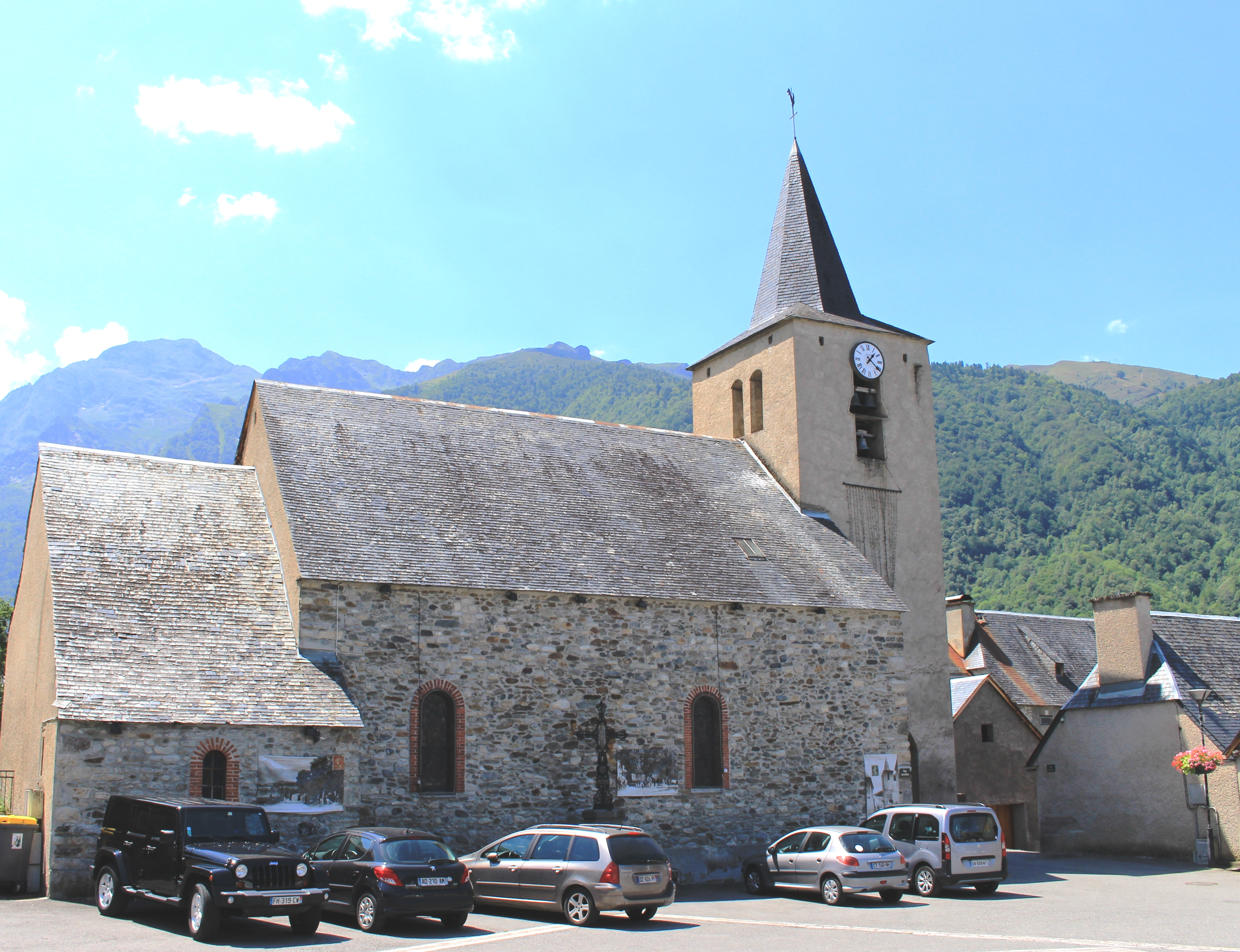
L'église Saint-Just et Saint-Pasteur en 2019.
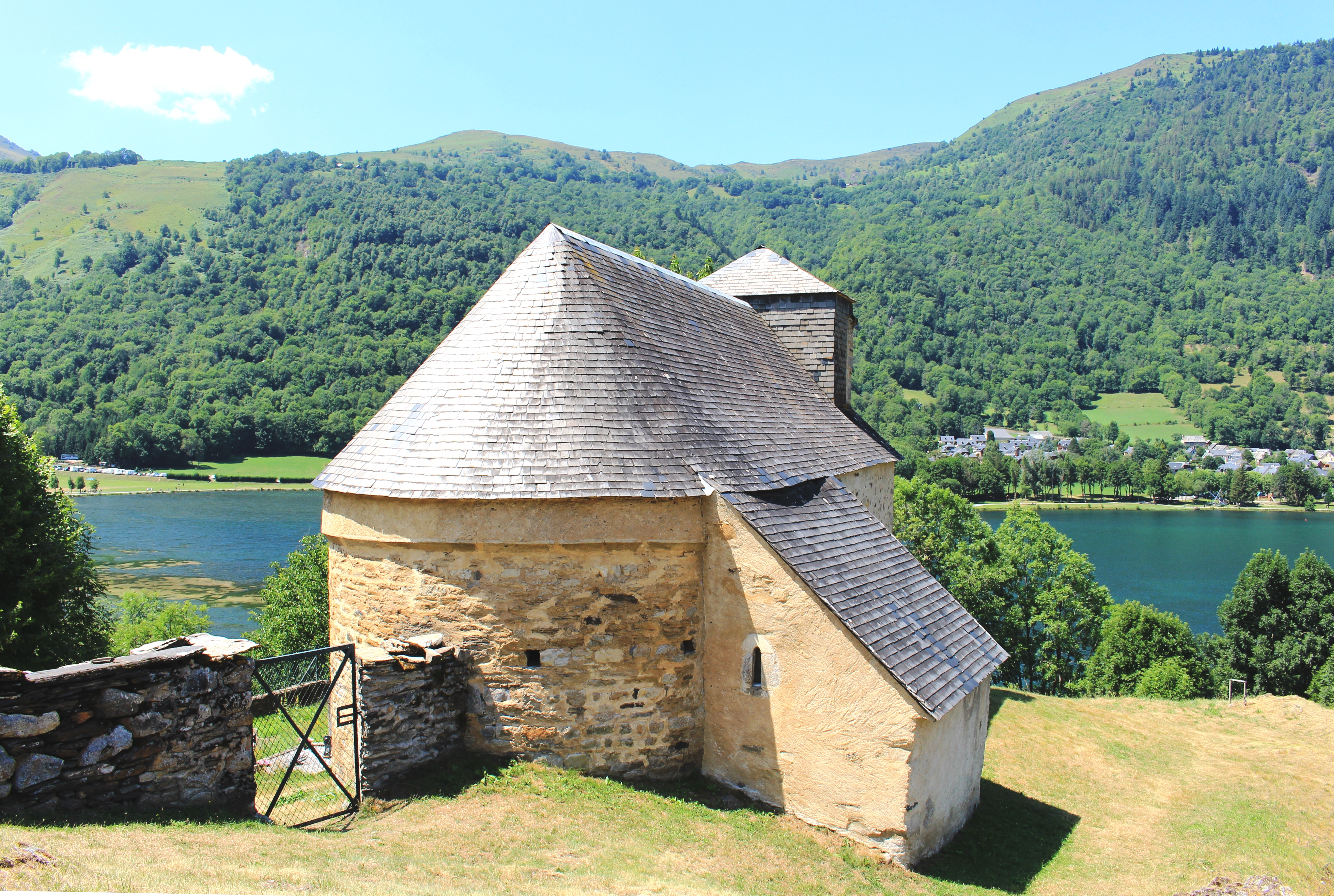
L'église Saint-Martin en 2019.
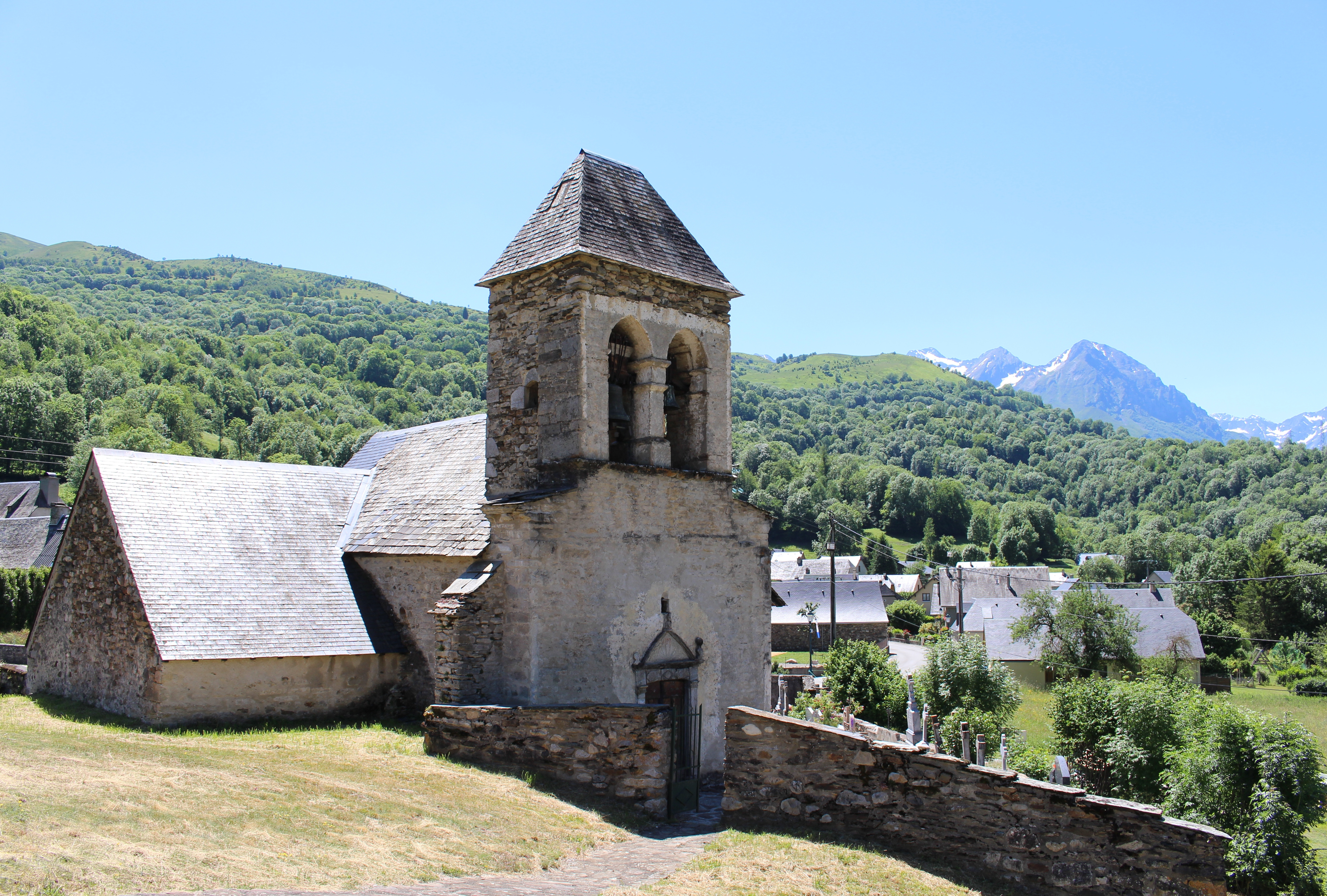
L'église Saint-Félix en 2016.

Sélection de vues des chapelles.
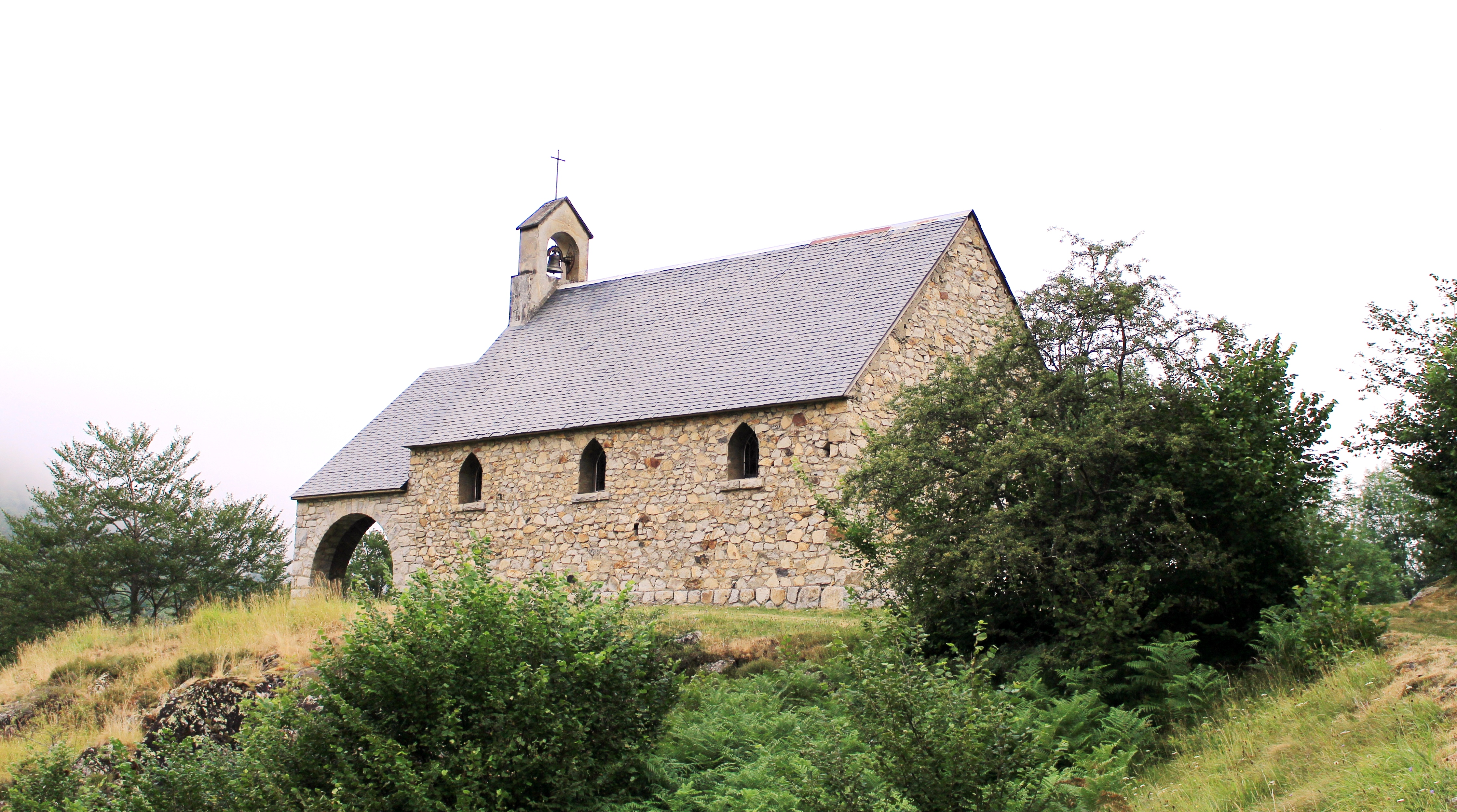
Notre Dame d’Artiguelongue
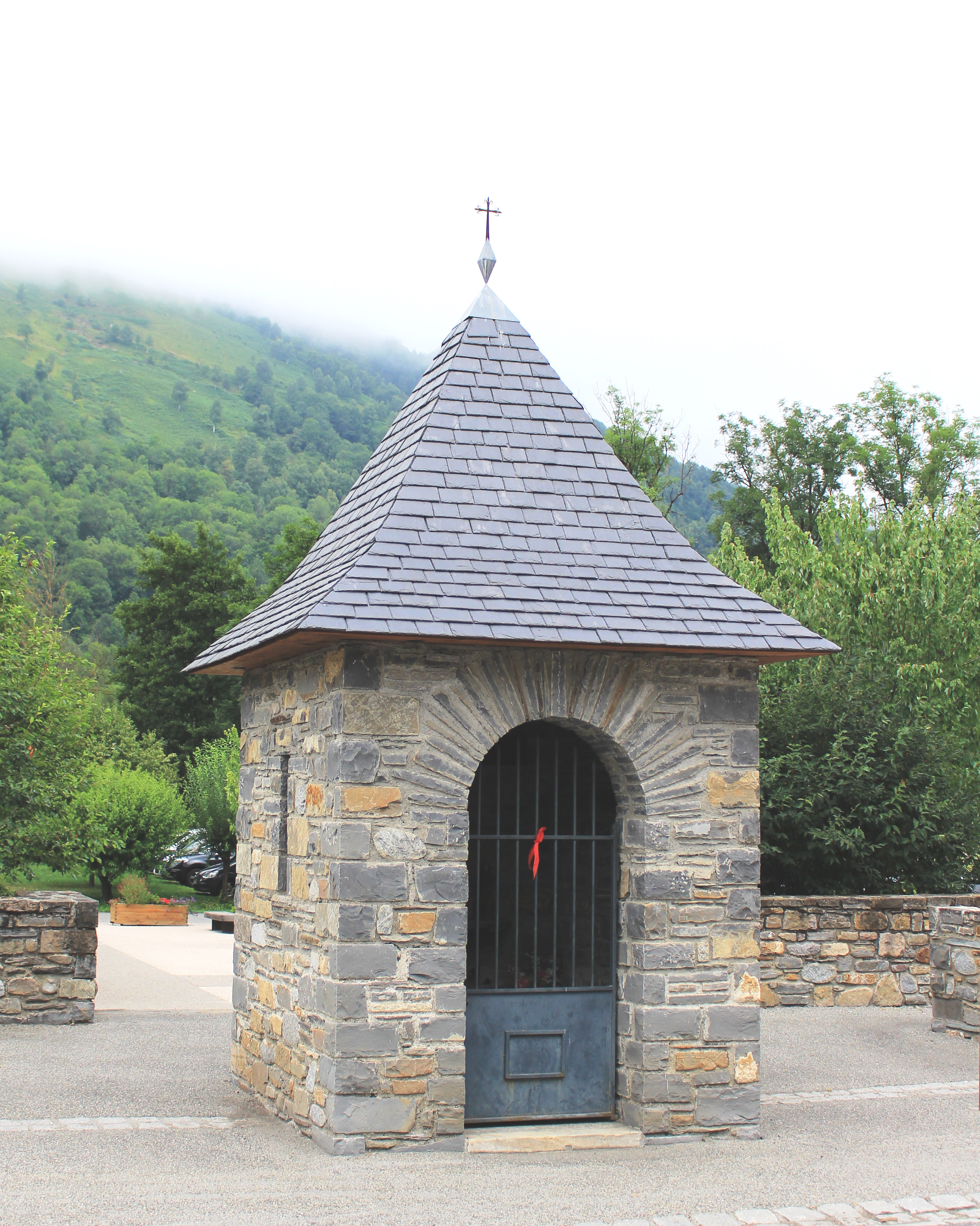
Des Loups

Sélection de vues des fontaines.
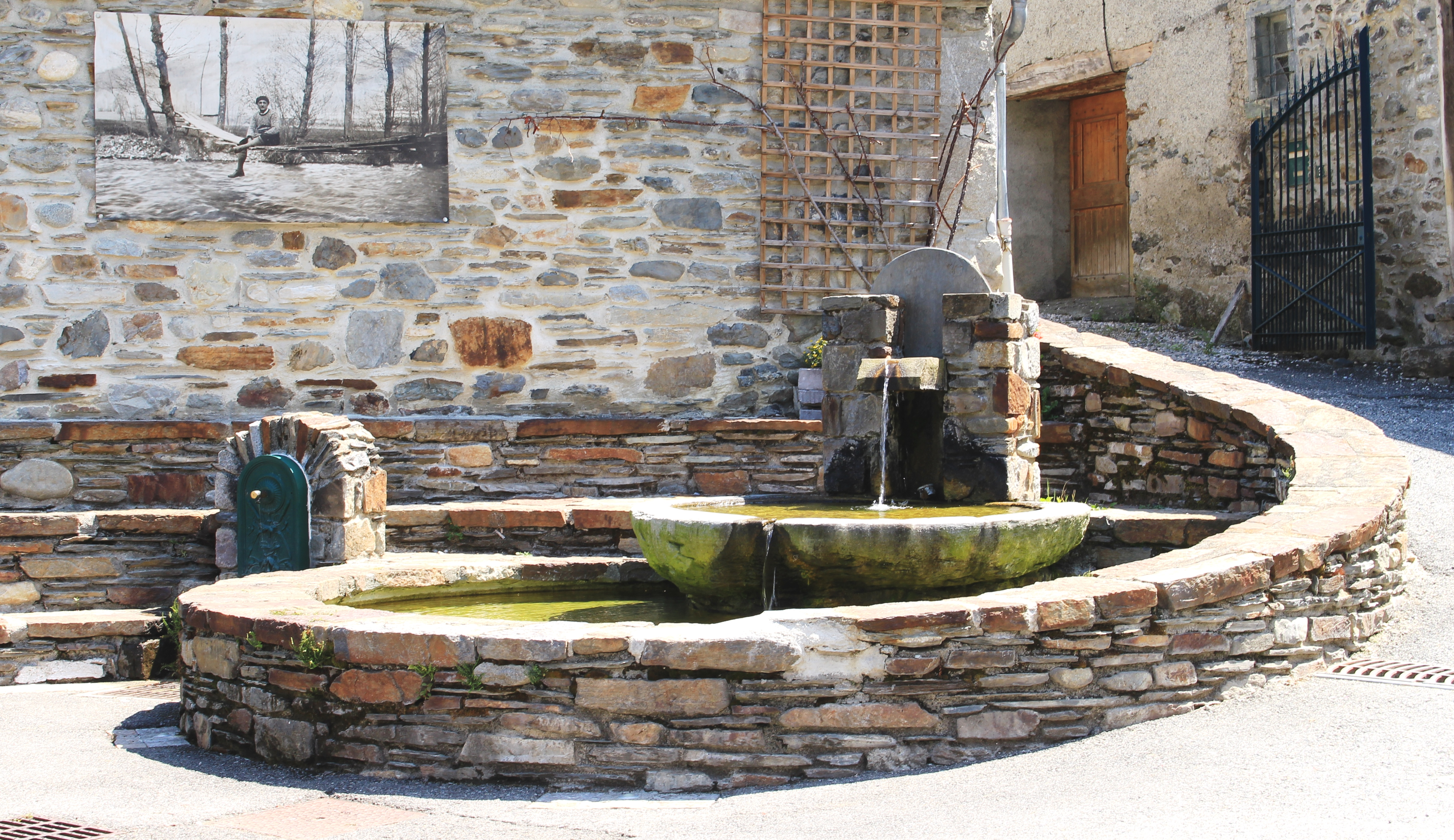
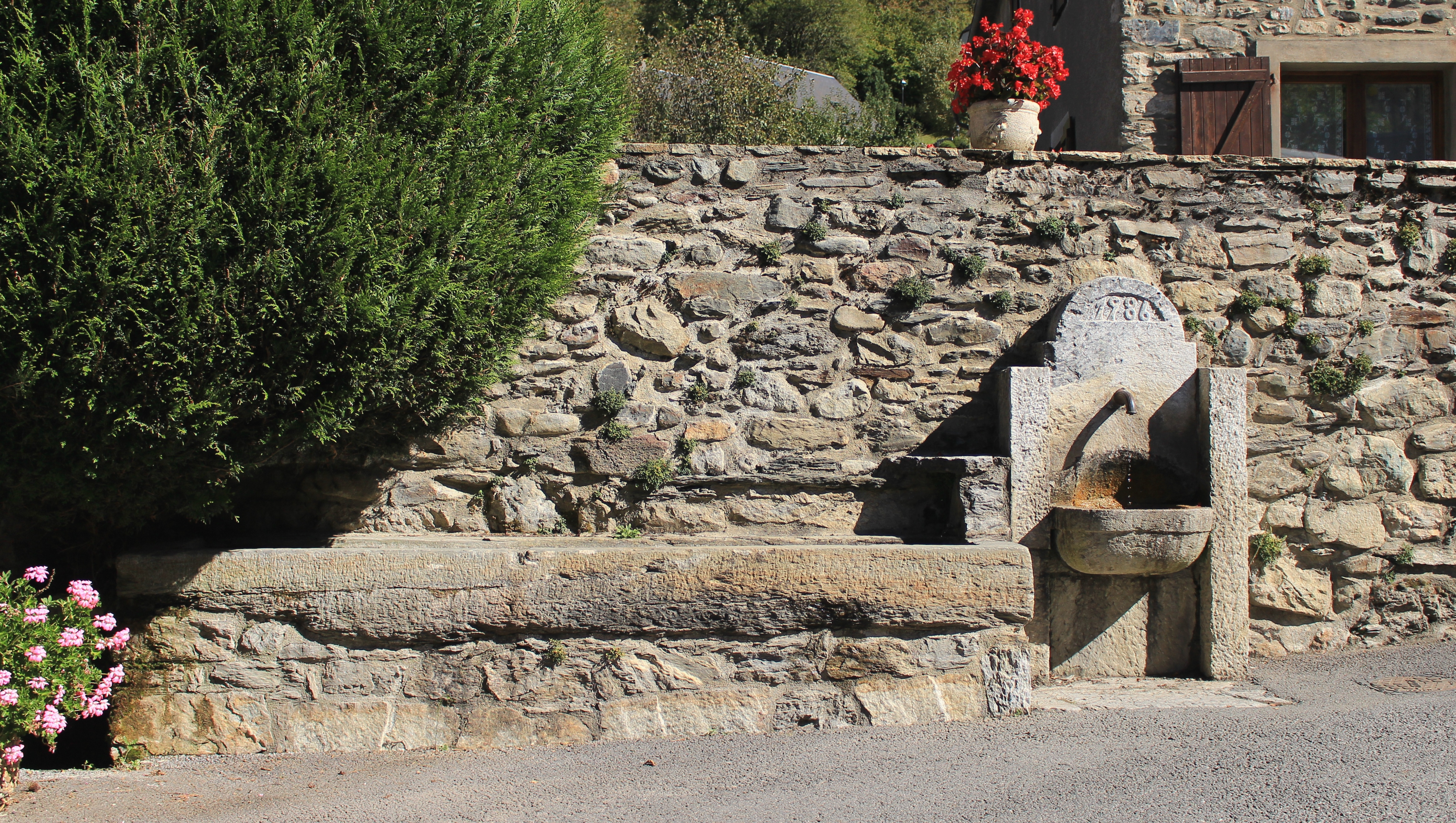
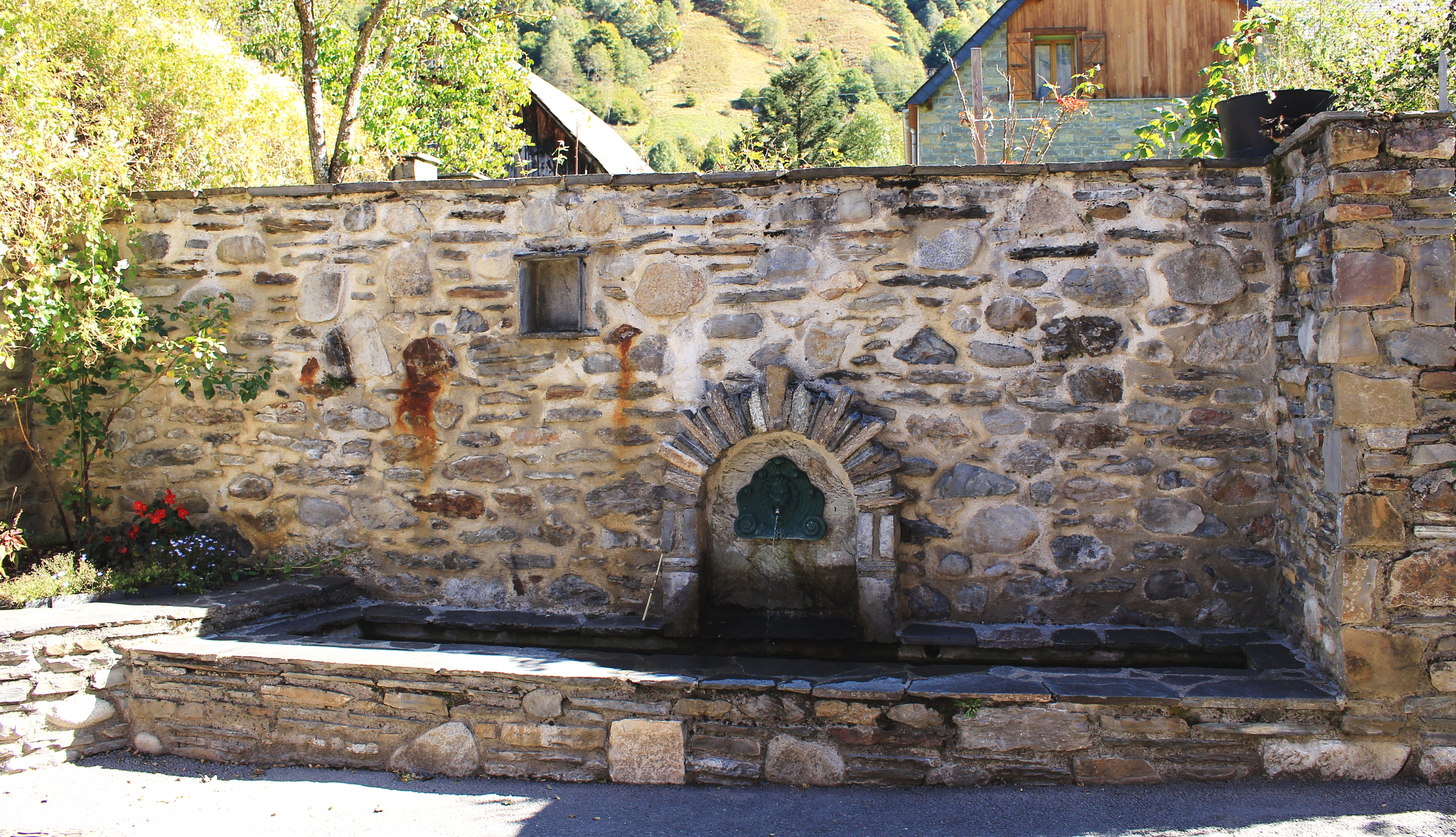

## Voir aussi

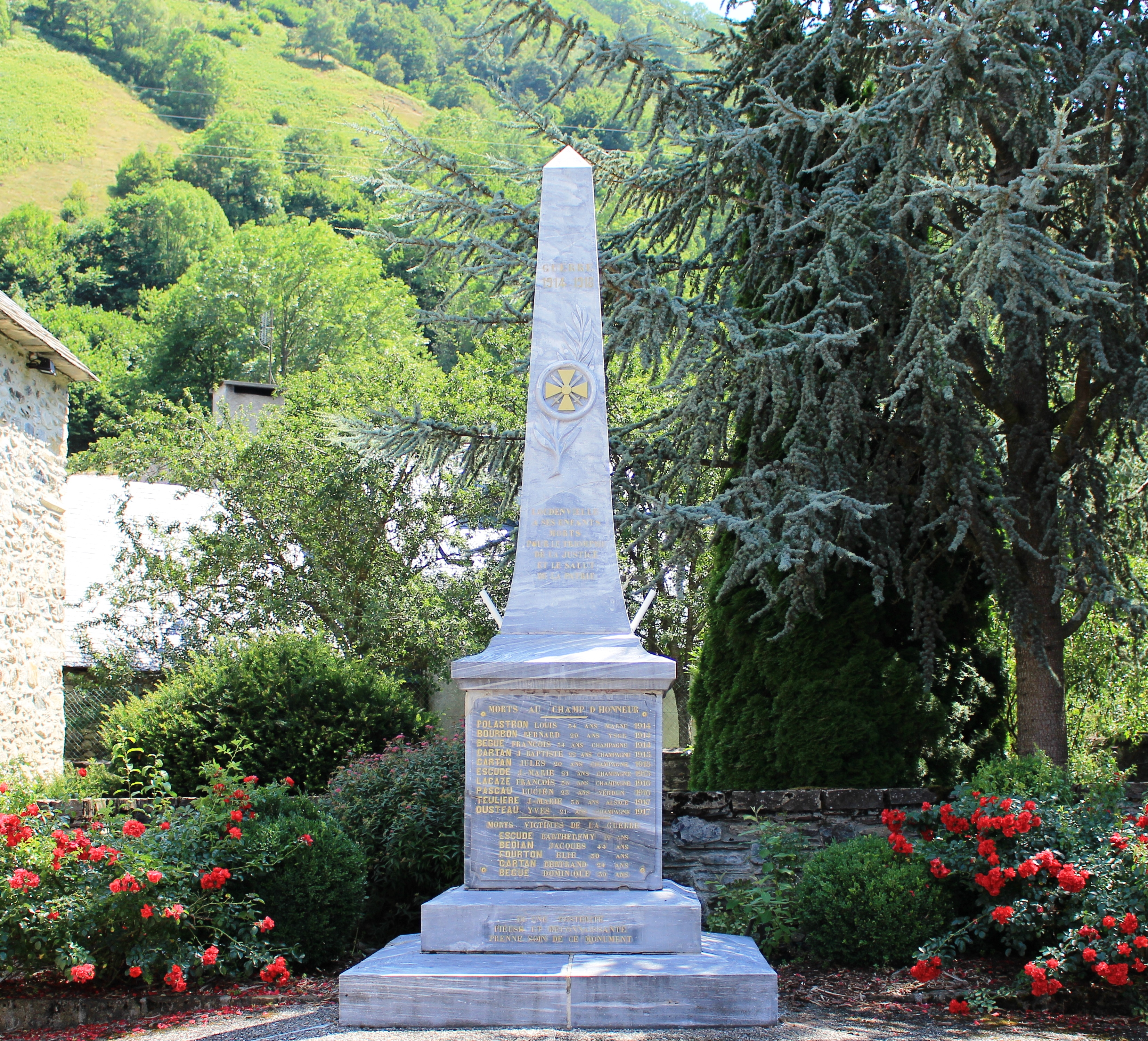
Le monument aux morts municipal.

### Héraldique
| Blason | Blasonnement : D'argent au loup de sable sur un mont de sinople, surmonté d’une étoile de six rais d’or accostée de deux croissants d’azur. Commentaires : ce blason est officiel (vérifié auprès de la mairie). |